# Consagración de los reyes de Francia

Retrato de Luis XIV con vestimentas de consagración, 1701, por Hyacinthe Rigaud

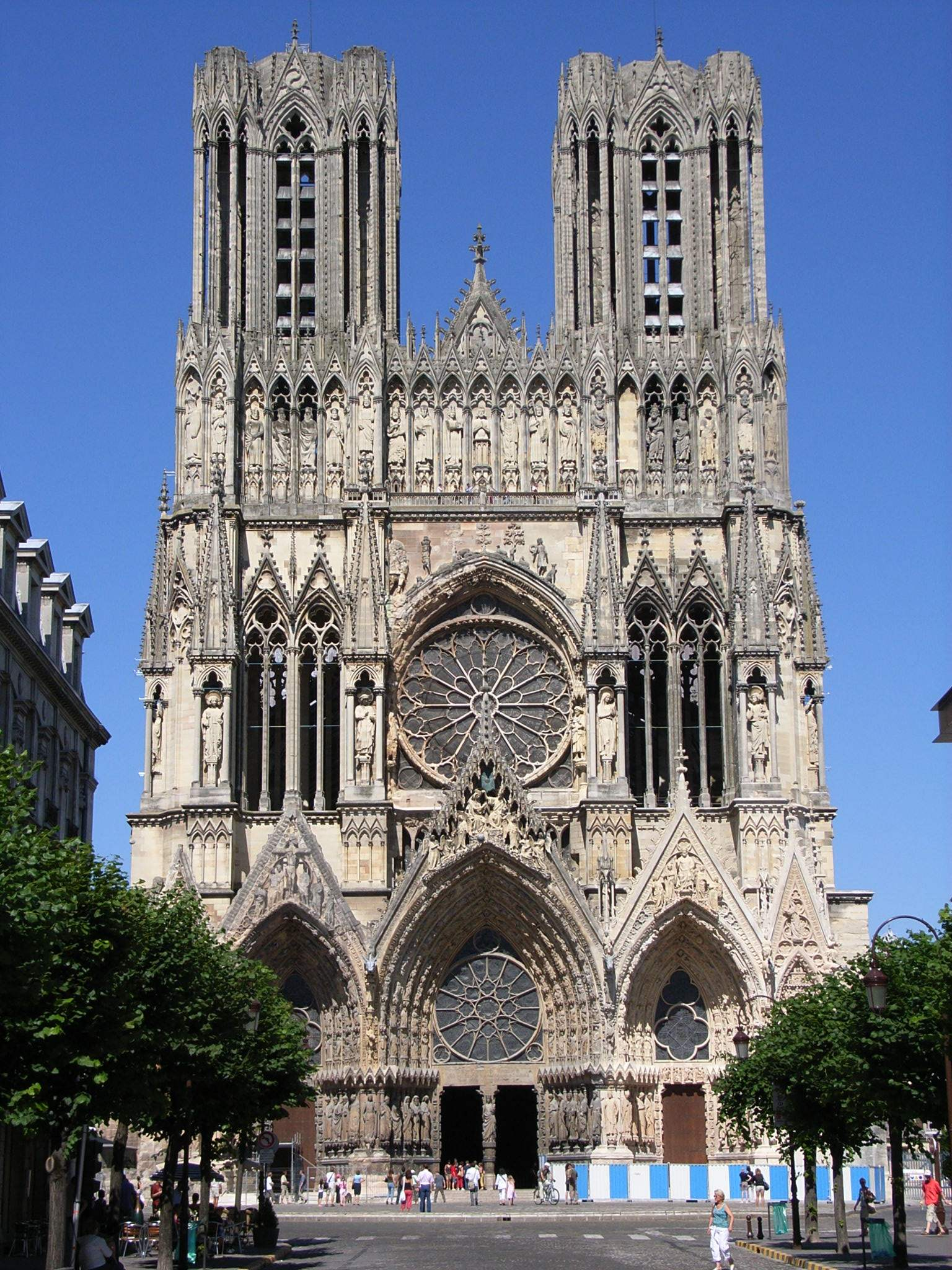
Catedral de Notre-Dame de Reims

La consagración de los reyes en Francia se refiere a la ceremonia de coronación francesa en que más importante que el acto de colocar la corona en la cabeza del monarca, como una coronación normal en otros reinos, lo era la consagración, es decir, la unción con un óleo sagrado sobre el cuerpo del rey.
Desde la época del reino de los francos y luego de Francia, el advenimiento de un nuevo rey estaba legitimado por la ceremonia de su coronación con la corona de Carlomagno en Notre-Dame de Reims. Pero el rey no tenía necesidad de ser reconocido como monarca francés, ya que el nuevo rey ascendía al trono automáticamente a la muerte de su predecesor, simbolizándose por primera vez cuando el féretro del anterior monarca era bajado a la capilla de la basílica de Saint-Denis, y el duque de Uzès, primer par de Francia, proclamaba: «Le roi est mort, vive le roi!» [¡El rey ha muerto, viva el rey!]
La primera consagración de un rey en Francia fue la de Pipino el Breve, motivada principalmente por la alianza que hizo con la Iglesia católica para asegurarse su legitimidad y poder suceder al rey merovingio Childerico III, al que depuso. Fue consagrado una primera vez en marzo de 752 por una asamblea de obispos del reino de los francos reunidos en Soissons y que estuvieron dirigidos, presumiblemente, por el arzobispo de Maguncia, Bonifacio. El domingo 28 de enero de 754, fue consagrado una segunda vez en Saint-Denis por el papa Esteban II, quien también dio la unción a sus dos hijos y bendijo a su esposa Bertrada o Berta de Laon.
El primer monarca francés en ser coronado y consagrado en la catedral de Reims fue Luis el Piadoso en octubre de 816. Reims estaba relacionada con el primer rey de todos los francos, Clovis I, bautizado allí en 496 (o 499) por el arzobispo san Remigio. En 869 fue redescubierta en la tumba del santo la santa Ampolla, elemento que incorporara posteriormente al ritual de la consagración. Se decía que ese aceite milagroso habría ungido a Clovis y que había sido llevado por una paloma que habría descendido del cielo; a partir de 1027, ese aceite, inacabable, ungió a todos los reyes francos y luego a los de Francia en su consagración, legitimando así su poder por derecho divino.
La última consagración de un rey francés fue la de Carlos X el 29 de mayo de 1825 en la catedral de Reims, donde se han consagrado treinta y tres soberanos en poco más de 1000 años. A partir de las Ordines ad consecrandum et coronandum regem, una selección de textos manuscritos procedentes de colecciones litúrgicas escritas en Reims a finales del reinado de san Luis, se puede describir con precisión la liturgia de esta ceremonia.
Las insignias de la consagración —como el trono y el cetro de Dagoberto I o la corona y la espada Joyosa de Carlomagno— se custodiaban en la basílica de Saint-Denis, cerca de París, y los instrumentos litúrgicos —como la Santa Ampolla y el Cáliz de san Remi— en Reims. Todavía hoy se conservan parcialmente, especialmente en el Louvre y en otros museos parisinos. La Santa Ampolla se guardaba en un relicario en forma de placa redonda de oro engastada con piedras preciosas y en cuyo centro se encontraba una representación en esmalte blanco de la paloma del Espíritu Santo, de pie con las alas abiertas y apuntando hacia abajo, del que la Santa Ampolla misma formaba el cuerpo. El relicario tenía una pesada cadena con la que podía ser colgado del cuello. Así era llevada la reliquia por el abad de la abadía de Saint-Rémi (donde normalmente se guardaba) cuando este, caminando descalzo al frente de una procesión de sus monjes bajo un dosel llevado por cuatro gentileshombres a caballo, los rehenes de la Santa Ampolla, la llevaba desde la abadía hasta las marcas mismas del altar de la catedral, donde la entregaba al arzobispo de Reims para que la utilizara en el ritual de la consagración.
El tiempo más largo entre una toma de posesión y la consagración fue de once años, el tiempo que tuvo que esperar el rey Sol, Luis XIV; Carlos VII pudo ser conducido a Reims por Juana de Arco después de siete años y Enrique IV solo celebró su consagración después de cinco años. Carlomagno solo fue reconocido por los grandes francos occidentales. Los reyes Carlos el Gordo, Juan I, Luis XVIII y Luis Felipe I, así como el emperador Napoleón III, nunca fueron coronados: Juan I era un infante que murió a los pocos días y Luis XVIII abandonó por razones de salud; Luis Felipe I (1830) y Napoleón III (1852) fueron proclamados en el cargo.
Las consagraciones conjuntas de rey y de reina fueron raras, ya que los reyes en general eran consagrados jóvenes y célibes, especialmente cuando eran consagrados en vida de su padre. Si las reinas se casaban con un rey ya reinante, su consagración generalmente tenía lugar en el lugar de la boda uno o unos días después, y no en Reims, sino en la Sainte-Chapelle o en la abadía de Saint-Denis. La primera reina de cuya consagración se tiene constancia es Emma, esposa del rey Raúl. Fue coronada sola en Reims unos meses después que su marido, mientras el rey luchaba contra sus enemigos. No se puede determinar hasta qué punto fueron consagradas las esposas de los gobernantes anteriores. Bajo la Casa de Borbón no hubo consagración de reinas en absoluto, con la única excepción fue María de Medici, que se hizo consagrar el día antes del asesinato de su marido, el rey Enrique IV. También fue la última reina consagrada.

## Origen de la ceremonia de la consagración

### Aparición en el Próximo Oriente
La consagración había sido practicada en el antiguo Israel aunque ellos no fueron los inventores de la ceremonia: los archivos diplomáticos de Amenofis IV, en Tell El-Amarna conservan una carta de ca. 1500 a. C. de un rey sirio, llamado Addou Nirari, recordando al faraón que el abuelo del rey de Egipto «había derramado aceite sobre la cabeza» de su abuelo. La práctica de la unción real también se encuentra en Nínive, en Babilonia, en Damasco y entre los hititas. El profeta Samuel habría tomado prestada, por lo tanto, la consagración de los países vecinos.
El significado de la consagración de los reyes de Francia no se puede entender sin partir de los textos del Antiguo Testamento, particularmente de los Libros de Samuel, de los Reyes, de las Crónicas y de los Salmos que los clérigos recitaban durante los servicios de la semana. Así es lógico que la idea de que la unción, que tendría el efecto de hacer descender el espíritu divino sobre la cabeza del hombre, se hubiese extendido en el occidente cristiano. Los óleos eran considerados en el mundo antiguo, especialmente por los egipcios, como sustancias divinas, emanación de Dios por ser sustancias solares, que lubricaban e iluminaban al mismo tiempo. La unción con aceite se usaba para consagrar a los sacerdotes y si bien los reyes de Israel no fueron sacerdotes, si participaban del sacerdocio. A la dimensión sacerdotal, la consagración añadía la dimensión filial: cuando el Espíritu Santo investía al rey, convirtiéndole en su hijo adoptivo: «Moi je serai pour lui un père; et lui sera pour moi un fils.» [Yo seré para él un padre; y él será un hijo para mi] «Investido del espíritu de Dios, el rey se convierte por la consagración en el ungido del Señor, en hebreo meshiah, es decir mesías En relación con David y Salomón solamente se menciona la unción, lejos de la multitud; pero posteriormente, la ceremonia se trasladaría al Templo de Jerusalén e incluiría la entrega de una diadema. Sería este modelo el que inspiraría a los pensadores y clérigos de la Europa cristiana.

### Introducción en Europa
La cuestión sobre si existió una consagración en Irlanda se debate entre los historiadores: Michael Enright defiende la hipótesis de una unción administrada por san Columba alrededor de 574 al rey Aidan mac Gabrain. Por otro lado, se atestigua la existencia de una consagración de los reyes visigodos de España, en ocasiones conectada con la importancia del pensamiento político de Isidoro de Sevilla, con el canon 75 del Concilio de Toledo IV de 633, que equipara a los reyes con los «ungidos del Señor» o con la conversión al catolicismo del rey Recaredo. La primera consagración atestiguada fue la del rey Wamba en el año 672, mencionada por Julián de Toledo. Los escritos de Isidoro de Sevilla y la concepción sagrada bíblica y cristiana de la España visigoda pueden llegado a la Galia con la ola de refugiados cristianos que huían de la península ibérica. La consagración visigoda surgía en un contexto donde la herencia ya no dictaba la sucesión real; su objetivo era establecer firmemente la legitimidad y la inviolabilidad de la realeza del ungido del Señor.

### Las consagraciones de Pipino el Breve de Francia
Los reyes merovingios (siglo V y siglo VIII) accedían al poder mediante una elección de los aristócratas de las familias merovingias. El poder provenía de su carisma y de sus victorias militares. El bautismo del primer rey merovingio Clodoveo, hacia el 496, no tuvo nunca la consideración de un acto de consagración, sino de una conversión.
Cuando el mayordomo de palacio Pipino el Breve, hijo de Carlos Martel, que detentaba todo el poder en el reino franco pese a la titularidad nominal del rey que no ejercía ninguna autoridad efectiva, decidió a mediados del siglo VIII acceder a la realeza, quiso asegurarse el respaldo de la más alta autoridad espiritual de Occidente: el papa. Para conseguir su autorización envió a a Burcardo y a Fulrado como embajadores ante el papa Zacarías. Este le respondió que el "orden divino" no quedaba claro, puesto que el mayordomo de palacio ya disponía del poder, pero no de su legitimidad y que era la Iglesia la que debía legitimirle por medio del ritual de la consagración. Se utilizará, como modelo de la misma, la unción que recibió David de Samuel según el Antiguo Testamento. La Biblia evoca repetidamente la inviolabilidad de quien ha recibido la unción; de hecho, desde Pipino el Breve hasta Carlos IX, tal protección contra el regicidio fue efectiva, mientras que los reyes merovingios, en un período mucho más corto, fueron asesinados tres veces. Como David, Pipino el Breve no había sido llamado a reinar por nacimiento y como él, recibiría con la consagración una promesa de perennidad.
En noviembre de 751, en Soissons, Pipino fue elegido por los francos reunidos en el champ de mai —el 'campo de mayo', la gran asamblea de guerreros francos— y Childerico III, fue encerrado en un monasterio. Los obispos de la Galia lo consagraron en nombre de la santa Iglesia católica dándole la santa unción, marcando su frente y diferentes partes del cuerpo con el santo óleo, el Santo Crisma, para transmitirle el Espíritu Santo. Gracias a esa unción, posiblemente administrada por el arzobispo Bonifacio de Maguncia, el rey de los francos sería investido por Dios con la misión de proteger a la Iglesia.
A cambio de su acuerdo con Pipino, el papa esperaba el apoyo militar de los carolingios para hacer frente a las amenazas de los lombardos. En 753, el papa Esteban II se vio obligado a refugiarse en la Galia y solicitó la intervención de Pipino que le prometió una intervención armada contra los lombardos; como recompensa el papa le confirió el título de «patricio de los romanos» (protector de Roma) y le consagró por segunda vez en la basílica de Saint-Denis el 28 de julio de 754, quedando el rey por encima de todos los demás laicos. Los dos hijos de Pipino (uno de ellos futuro Carlomagno) así como su esposa, Bertrada de Laon, fueron también consagrados. Pipino el Breve, cumpliendo su promesa, emprendió varias expediciones en Italia. Los territorios conquistados a los lombardos formaron el embrión de los Estados Pontificios.
La consagración de Pipino el Breve tuvo muchas implicaciones fundamentales, además del cambio de dinastía. Los carolingios reinaron en Francia hasta 987 y obtuvieron el apoyo del Papa y de la Iglesia, aunque a cambio tuvieron que proteger a la iglesia. Con la consagración de 754, toda la dinastía carolingia quedaba consagrada. La práctica, ya no necesaria con fin legitimador de una sucesión real, fue continuada por sus sucesores hasta Carlos X. La elección establecida por parte del pueblo y de los nobles aristócratas del reino, perderá su importancia con los sucesores carolingios aunque no desapareció por completo: se denominó "aclamación" tras imponerse la consagración, pero realmente no fue más que una mera formalidad. Las coronaciones imperiales, que tenía lugar en Roma en presencia del papa y que fueron iniciadas por Carlomagno en 800, eran distintas a la consagración.

### Las consagraciones bajo los carolingios y capetos

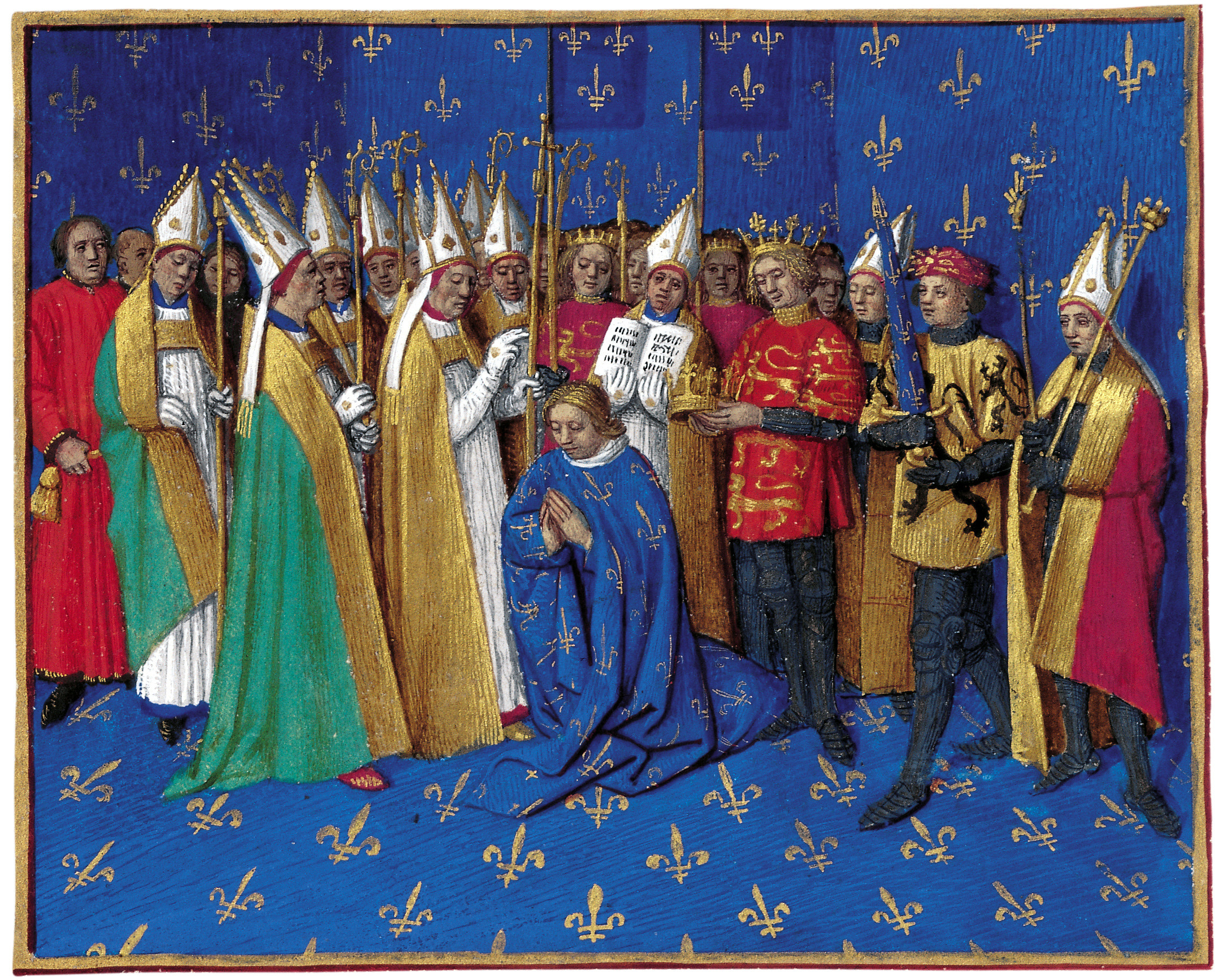
Coronación el 1 de noviembre de 1179 en Reims de Felipe II Augusto, por el arzobispo Guillaume de Champagne, en presencia de Henri Court-Mantel, del conde de Flandes, del obispo de Langres, de los prelados y de los barones del reino.

La siguiente consagración, y la primera que tuvo lugar en Reims, fue la de Ludovico Pío, en octubre de 816 oficiada por el propio papa Esteban IV. Hijo de Carlomagno, se convirtió, por medio de esta ceremonia, en el elegido de Dios y defensor de la Iglesia.
Siguiendo la costumbre tradicional de dividir la herencia y el poder entre los francos, Ludovico Pío otorgó a su hijo Carlos el Calvo el sub-reino de Aquitania en septiembre de 832. Esa elevación al trono se produjo sin la oportuna consagración. Tras unos años, Carlos el Calvo fue nuevamente privado de Aquitania, hasta que en 839 finalmente recibió las tierras entre el Mosa y el Loira, la Francia occidental. Después de las guerras civiles posteriores, finalmente se le otorgó el regnum occidental, incluida la supremacía sobre Aquitania cuando el poder se dividió en el Tratado de Verdún en 843, y los grandes francos occidentales le reconocieron como su rey. Hasta el 6 de junio de 848 Carlos el Calvo no recibió la consagración imperial completa a través de la unción y la coronación en la catedral de Orleans, aunque se discute el propósito de esto. La nota del obispo Prudencio de Troyes sugiere que Carlos solo permitió ser coronado rey de Aquitania, ya que tras ese acto procedió a derrocar a su sobrino, el rey Pipino II de Aquitania, con el fin de colocar a Aquitania bajo su dominio directo. Actuó de manera similar después de la muerte de su sobrino Lotario II en 869, ocupando Lotaringia y haciéndose consagrar como rey de los francos occidentales de Lorena el 9 de septiembre de 869 en la catedral de Metz por el arzobispo de Reims, Hincmaro, haciendo uso por vez primera del óleo de la santa ampolla, afirmando que la unción era la prueba de que Dios le había elegido. Reims conservará la preeminencia que tenía sobre las otras sedes metropolitanas durante el siglo XII, ya que en allí había sido bautizado Clodoveo en la ceremonia en la que hizo su aparición la santa Ampolla. Sin embargo, Wenilo de Sens señala que en 848 Carlos el Calvo se hizo coronar según la costumbre carolingia y que ese acto fue válido durante todo su reinado.
El declive de los carolingios se hizo patente en el siglo IX y siglo X. El robertino Eudes fue elegido por los grandes en 888. Después de proclamar el destronamiento del carolingio Carlos el Simple, Roberto I fue elegido el 29 de junio de 922 y fue consagrado en Reims al día siguiente, domingo, 3 de junio de 922 por el arzobispo Gautier de Sens, su primo. En el siglo X, los príncipes territoriales (marqueses, duques, condes) tenían un poder político de tal magnitud que podían imponer sus condiciones antes de dar su consentimiento para la elección del rey. La elección del rey se demostraba, pues, determinante, especialmente durante las crisis dinásticas.
En 987, el rey carolingio Luis V murió sin descendencia. Hugo Capeto fue elegido por los grandes en Senlis y fue más tarde consagrado en Noyon, el domingo 3 de julio de 987: era el fin de la dinastía carolingia. Hugo Capeto hizo consagrar, también, a sus hijos. Ese ritual será perpetuado hasta la llegada al trono de Felipe II de Francia al final del siglo XII, cuando el poder y la legitimidad de la Dinastía de los Capetos ya estaba definitivamente asegurado.

## Actores de la consagración

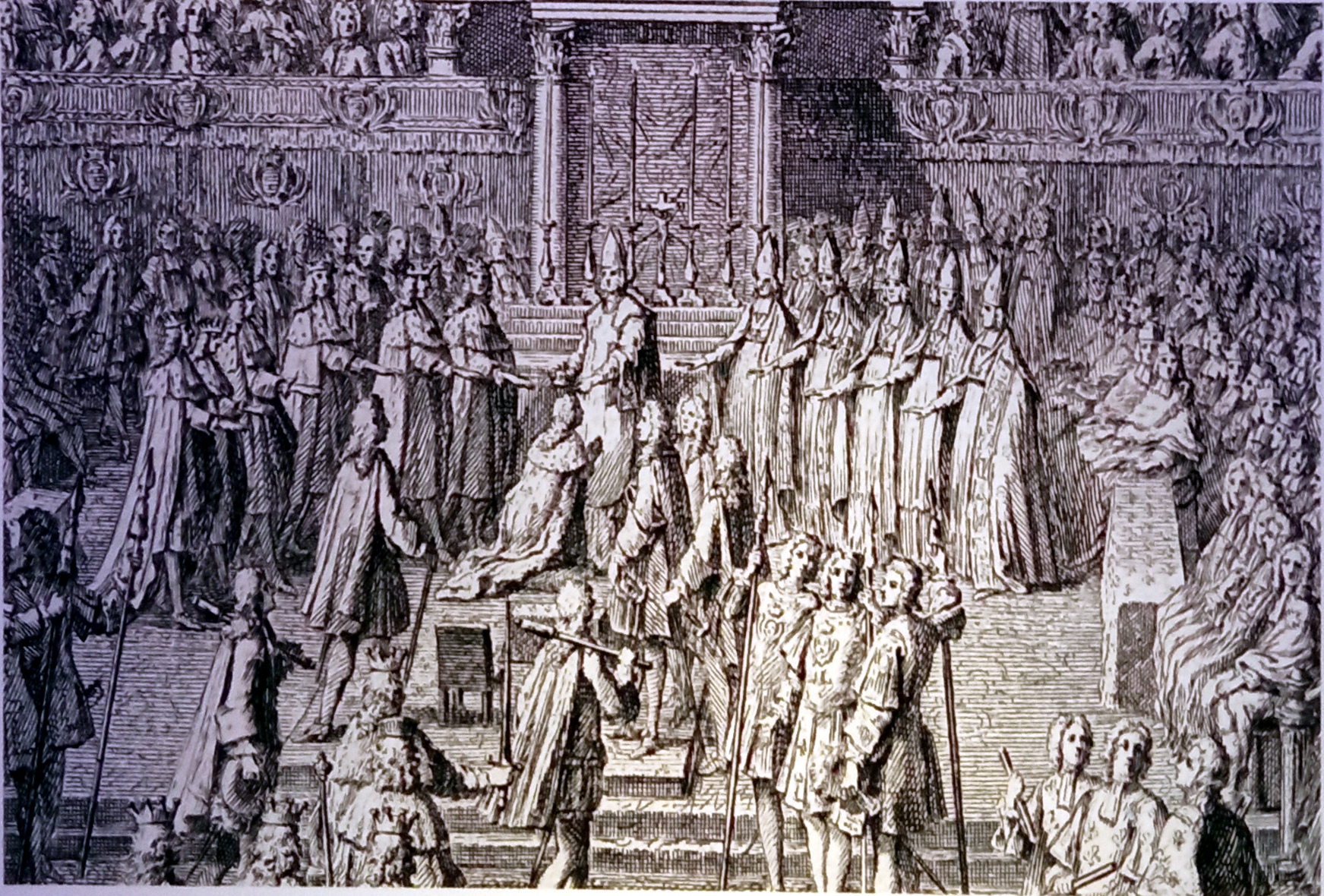
Los pares laicos a la izquierda y los pares eclesiásticos a la derecha encuadrando al rey Luis XV.

El rey era consagrado por el arzobispo de Reims —asistido por cuatro obispos sufragáneos de su provincia eclesiástica—, por el obispo de Langres y por el capítulo de la catedral de Reims. El orden protocolar de los seis obispos era el siguiente:
1. el arzobispo de Reims, que consagraba y coronaba al rey;
2. el obispo de Laon, que llevaba la santa ampolla;
3. el obispo de Langres, que portaba el cetro;
4. el obispo de Beauvais que portaba y presentaba la cota de armas o el manto real;
5. el obispo de Châlons, que portaba el anillo real;
6. el obispo de Noyon, que portaba el bálteo.

A estos se añadían el abad de la abadía de Saint-Remi de Reims, guardián de la santa ampolla, y el abad de la abadía de Saint-Denis, guardián de las demás insignias reales.
Los pares aparecen citados por primera vez en 1203 (primera convocatoria) y en 1226. Sin embargo, su primera participación codificada en la consagración fue formulada con motivo de la consagración de Felipe V el Largo el 9 de enero de 1317. Se trataba de los seis pares eclesiásticos mencionados anteriormente y de seis pares seculares (primero, los seis mayores vasallos del rey de Francia, y luego, en los tiempos modernos, príncipes de sangre o grandes señores). En orden de protocolo, los seis pares laicos fueron:
1. el duque de Borgoña, que llevaba la corona real, ceñía la espada al rey y le confería la orden de caballería;
2. el duque de Normandía, que portaba el primer estandarte cuadrado;
3. el duque de Aquitania (o de Guyena, según los textos, que viene a ser lo mismo) porta el segundo estandarte cuadrado.
4. el conde de Tolosa, que llevaba las espuelas.
5. el conde de Flandes, que llevaba la la espada real Joyosa.
6. el conde de Champaña, que portaba el estandarte de guerra.

Finalmente estaban presentes los grandes funcionarios de la corona, los miembros de la casa del rey, y el público asistente.
Cuando uno de los seis pares laicos no podía estar presente en la consagración, bien por haberse extinguido esa nobleza y haber vuelto el feudo al dominio real, bien por ser un soberano extranjero ocupado en sus propios asuntos o bien a causa de haberse ausentado del feudo del reino (Flandes siglo XVI), la función que ostentaba el par ausente era cumplida por orden protocolar del momento por los más grandes personajes del reino después del rey; cada uno de esos personajes «tient lieu de… » [toma el lugar de…] del duque de Aquitania o del conde de Champaña durante el tiempo de la consagración. Así, en su libro Ducs et pairs et duchés-pairies laïques à l'époque moderne (1519-1790), Christophe Levantal reseña los nombres de varios «lugartenientes» de los pares laicos; por ejemplo, el «conde de Flandes» ficticio en la consagración de Luis XV el 25 de octubre de 1722 fue Luis de Borbón, conde de Clermont o el «duque de Borgoña» ficticio durante la consagración de Francisco II el 21 de septiembre de 1559 fue Antonio de Borbón, rey de Navarra.

## Ritual de la consagración
El ritual de la consagración no se estableció más que gradualmente: la descripción de los gestos y las palabras pronunciadas durante la consagración se llama ordo. Fueron varios los clérigos que los escribieron, entre ellos:
- el ordo de Hincmaro (siglo IX): unción, consagración, juramento: el rey se comprometía a respetar y a defender a la Iglesia, a asegurar la paz y a administrar tanto la justicia como la misericordia;
- el ordo de Fulrad, abad de Saint-Vaast (alrededor del año 1000);[16]
- el ordo de San Luis (siglo XIII): presentación de las espuelas y de una espada en presencia de los doce pares de Francia; aclamaciones del pueblo presente en la catedral de Reims que sustituían a la antigua elección; beso de la paz; durante la consagración, el rey recibía sus insignias de poder (Iura regalia); si el rey estaba casado, la consagración de la reina tenía lugar inmediatamente después.

### Llegada a la ciudad

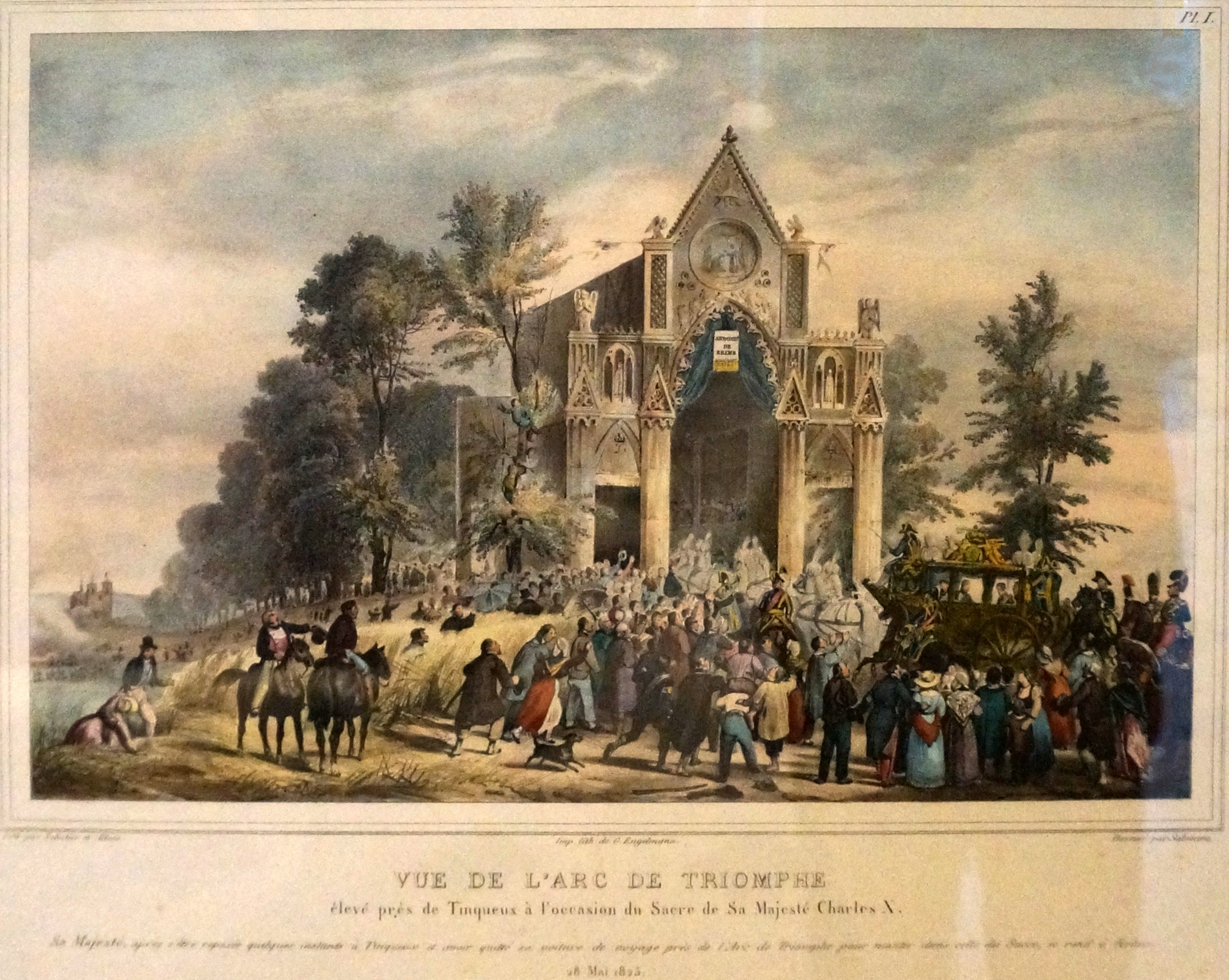
Arco de triunfo en Tinqueux para el paso de Carlos X.

La consagración tenía lugar un domingo o un día de fiesta solemne (Ascensión, Asunción, Todos los Santos) con muy raras excepciones. El rey llegaba a la ciudad la víspera, lo que daba lugar a las alegres entradas conocidas desde finales de la Edad Media: diputación de burgueses y de notables para entregarle las llaves de la ciudad y algunas especialidades locales, representaciones de tableaux vivants sobre la historia de la monarquía francesa, arcos triunfales... Los canónigos y los monjes iban a su encuentro en procesión cerca del parvis (la explanada frente a la iglesia) para conducirlo hasta el umbral de la catedral donde lo esperaba el arzobispo. El rey se recogía en el coro, posiblemente asistía a las vísperas, ganaba el palacio de Tau, luego volvía a la catedral para una velada de oración o de vigilia, inspirada en las prácticas del espaldarazo de la caballería: permaneciendo parte de la noche en oración, tenía que prepararse para ejercer su ministerio, imbuirse de sus deberes, pedía perdón por sus faltas en confesión, dándosele la absolución sólo en el momento de la comunión del día siguiente, de modo que se hallase en perfecto estado de gracia.

### Despertar

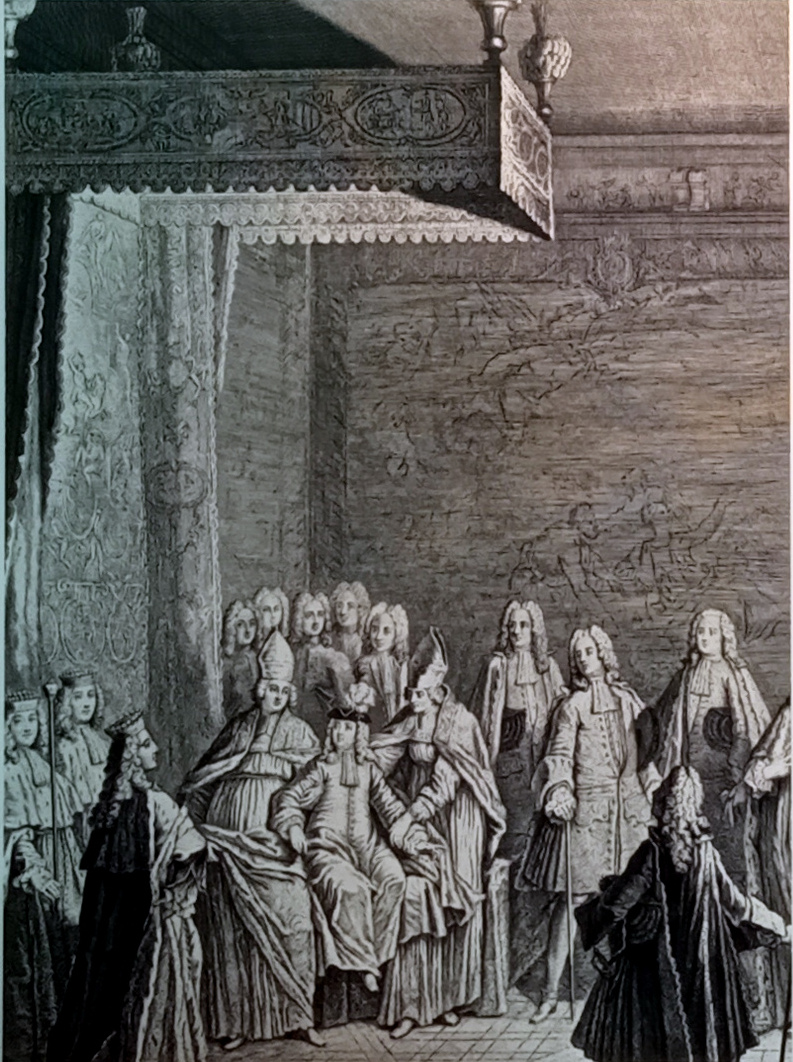
El levantamiento de Luis XV.

Al levantarse el día, estando instalados los canónigos en el coro para cantar Prima, el rey se levantaba para dirigirse en procesión a la catedral. En 1364, Carlos V introdujo la diputación de dos pares eclesiásticos, los obispos de Laon y de Beauvais, que venían a buscar al rey a su dormitorio, una práctica que se encuentra en el ceremonial inglés; la novedad era la mención de un lecho donde el rey estaba semi-recostado, quizás salido de una ceremonia de iniciación de caballeros; Carlos IX inauguró en 1561 la ficción del rey durmiente, simbólicamente despertado a una nueva vida por los obispos, que remite a la teoría de los dos cuerpos del rey analizada por Ernst Kantorowicz; el obispo de Laon llamaba tres veces a la puerta del rey antes de que se abriera la puerta de la cámara real, siendo ese tercer golpe sin duda derivado de los Atollite portas de la liturgia del Domingo de Ramos.

### Llegada del rey

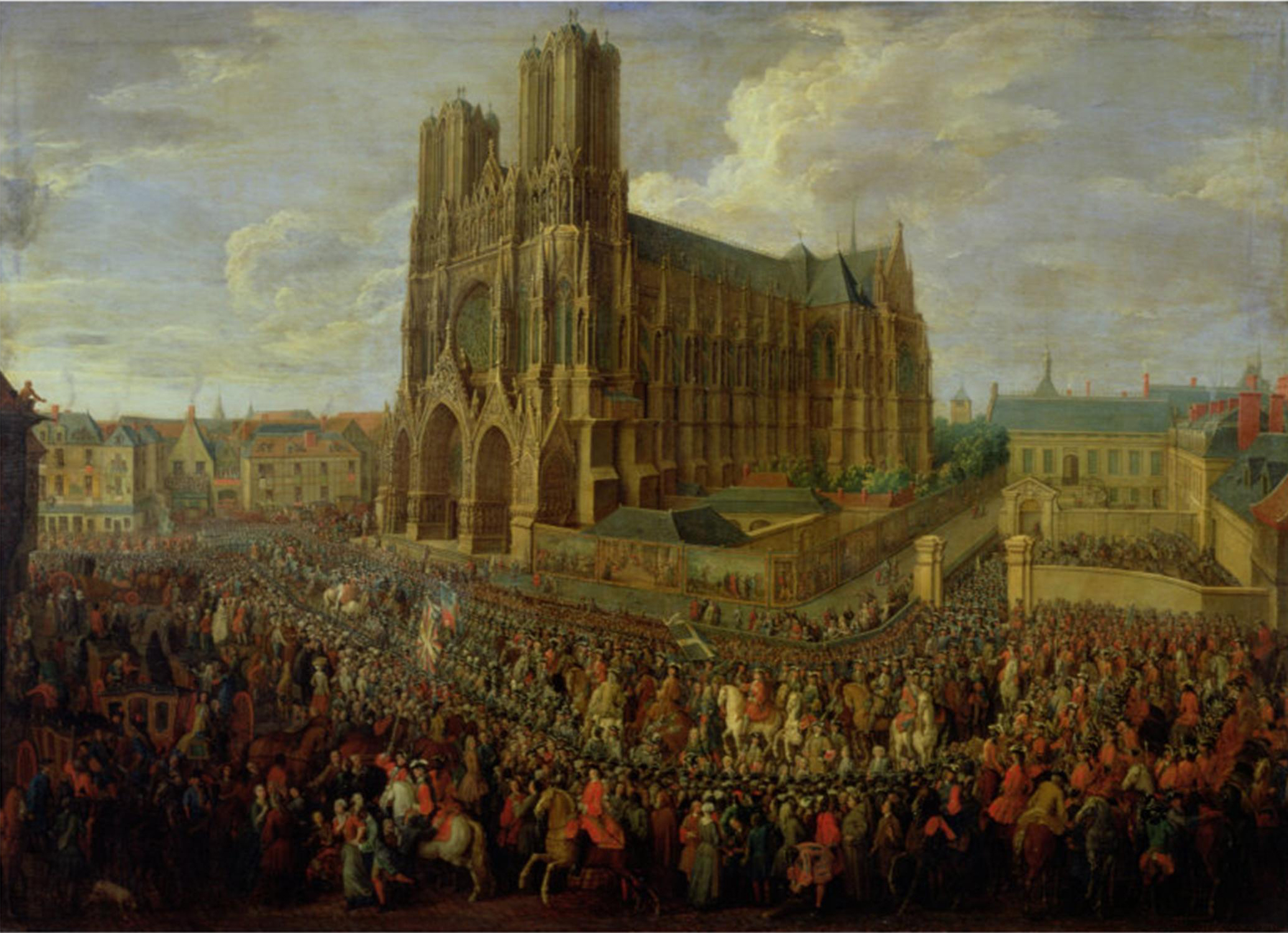
Pasaje desde el palacio de Tau a la catedral para Luis XIV

Después de ser vestido y de haber designado a los rehenes/caballeros de la Santa Ampolla, el rey llegaba a la catedral por un camino habilitado entre el palacio Tau y la catedral, que con el tiempo cada vez más fue más elaborado, siendo un auténtico pasaje acondicionado y cubierto para las consagraciones de Luis XVI y de Carlos X
El rey entraba en la catedral de Reims tras el canto de la hora canónica de la Prima. A la entrada del rey en la catedral, se rezaba una oración, y en los siglos XVII y XVIII se cantaba el himno Veni Creator Spiritus. A su entrada en el coro, la oración «Dios, soberano del cielo y de la tierra», etc. se decía y se cantaba Tercia, mientras el abad y los monjes de la abadía de Saint-Remi llegaban con la Santa Ampolla.

### Juramento

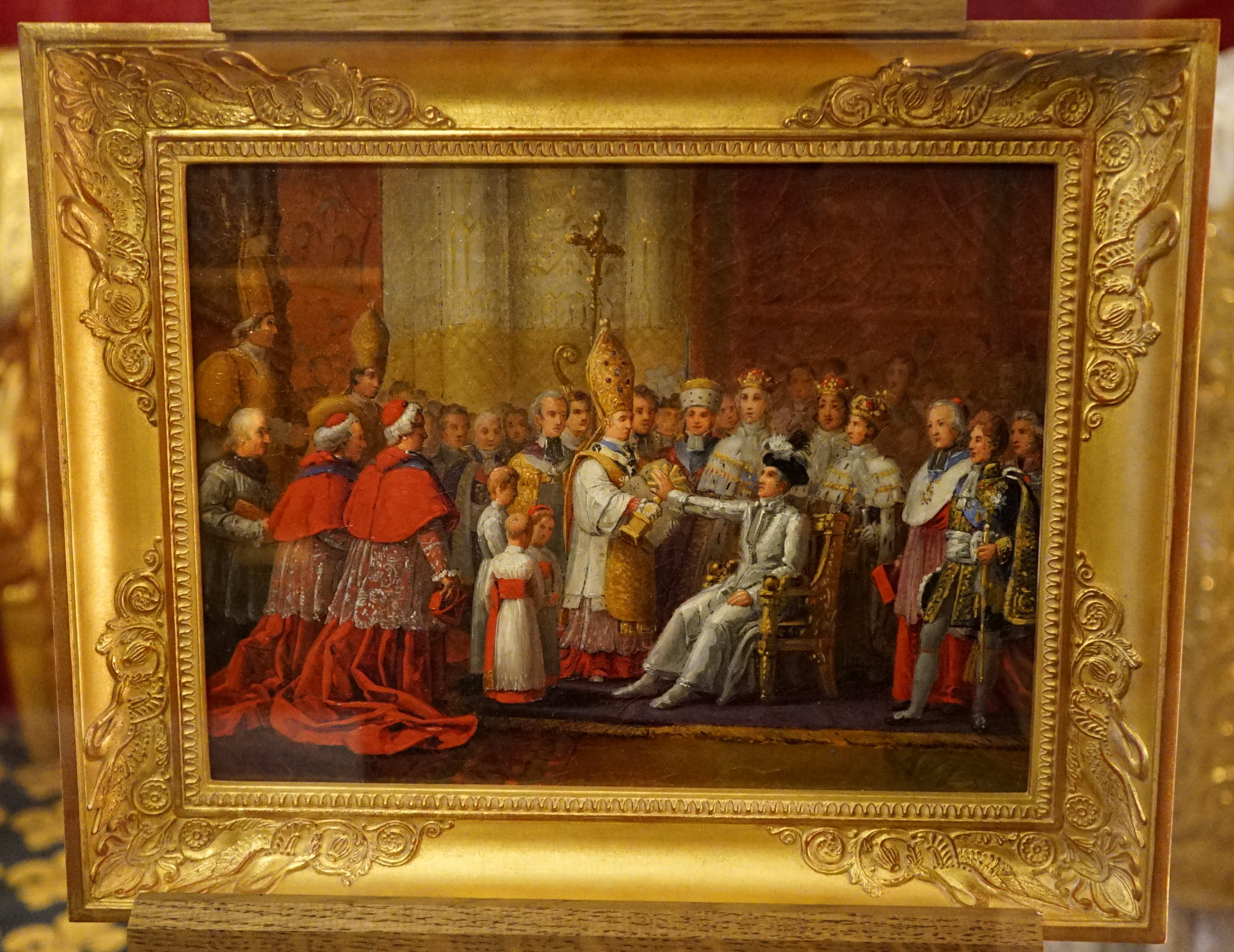
Juramento de Carlos X

El juramento aparece en la época carolingia, desarrollado para Carlos II el Calvo y luego precisado bajo Luis II el Tartamudo; la fórmula evolucionó poco y llevó hasta el final del Antiguo Régimen la marca de Hincmaro de Reims. Se cree que algunos reyes habrían hecho el juramento sobre el Evangelio de Reims. El rey prometía asegurar la protección de la Iglesia y de sus bienes. Prometía también procurar la paz a la Iglesia y a los pueblos cristianos, y desde el concilio de Letrán IV, combatir a los herejes. Por «paz» se quería decir que el rey se comprometía a conservar el orden social querido por Dios y a impartir justicia. Este juramento era inicialmente un límite al poder real: el rey estaba «obligado» a respetar y hacer respetar la justicia (como San Luis). Luego esa obligación se convirtió en un aumento de la santidad del rey: el rey era necesariamente siempre justo, y por lo tanto sus decisiones no podían ser injustas.
En época moderna, los juramentos prestados eran los siguientes:
- el juramento eclesiástico, prometiendo al clero francés preservar y defender sus privilegios canónicos;
- el juramento al reino:
  - conservar la paz;
  - prevenir la iniquidad;
  - observar la justicia y la misericordia;
  - exterminar (es decir, desterrar) a los herejes.

Enrique IV le añadió un tercer juramento en 1594, el de mantener las órdenes creadas por sus predecesores (a saber, la Orden de San Miguel y la Orden del Espíritu Santo). Luis XV añadió la Orden de San Luis, y Luis XVI el juramento de hacer cumplir los edictos contra los duelos.

### Ritual de caballería

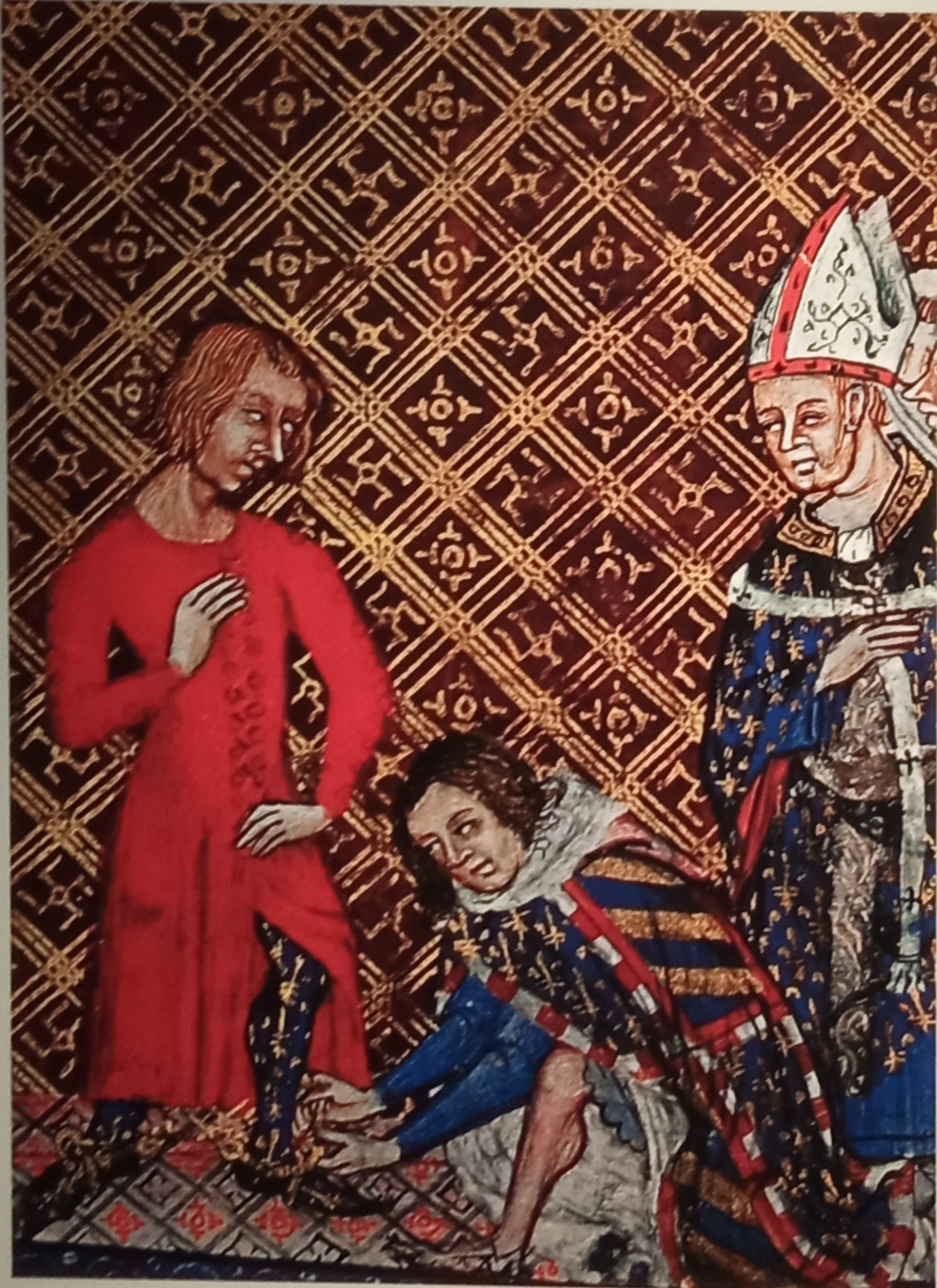
Entrega de espuelas de oro a Carlos V

No se trataba de un espaldarazo propiamente dicho, ya que el rey podía haber sidor nombrado caballero antes de llegar a Reims —como lo fue Luis IX— o bien —como Luis XI y Carlos VIII—, en la catedral pero independientemente de la ceremonia de la consagración. El gran camarero (más tarde el Gran Chambelán de Francia) le ponía las calzas al rey, el duque de Borgoña (más tarde un gran señor) le colocaba las espuelas de oro y luego las retiraba inmediatamente. Desde finales del siglo XIII, la espada utilizada fue la Joyosa, conocida como la «espada de Carlomagno». El arzobispo ceñía al rey su bálteo, se lo quitaba, sacaba la espada de su vaina (que era colocada sobre el altar) y se la devolvía, con una larga oración, al rey, quien la recibía con las rodillas dobladas, se la ofrecía al altar, la recuperaba de manos del arzobispo y finalmente se la pasaba al senescal quien tenía que mantenerla apuntada en el aire durante toda la ceremonia, hasta el regreso al palacio de Tau.

### Unción

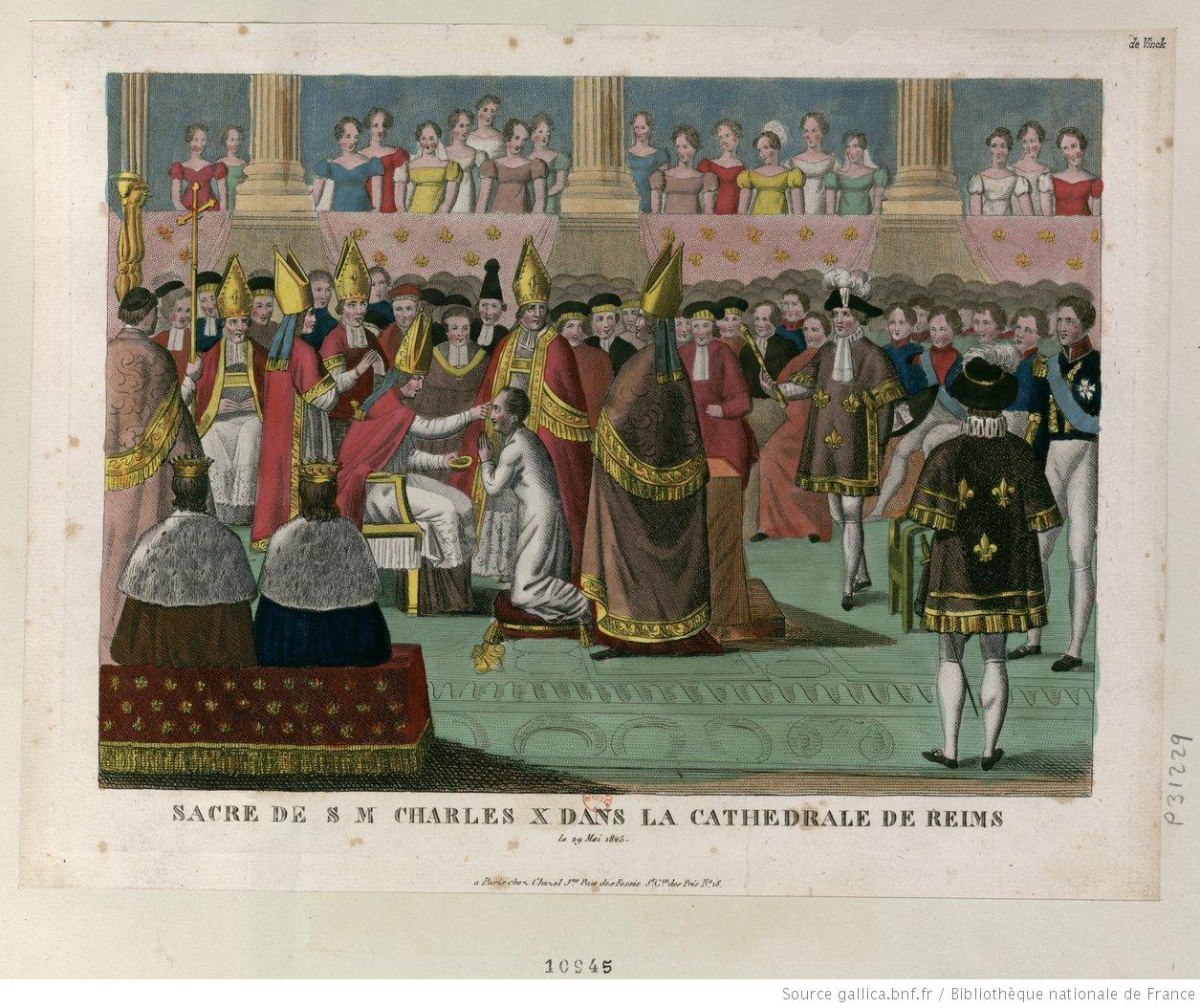
Unción de Carlos X

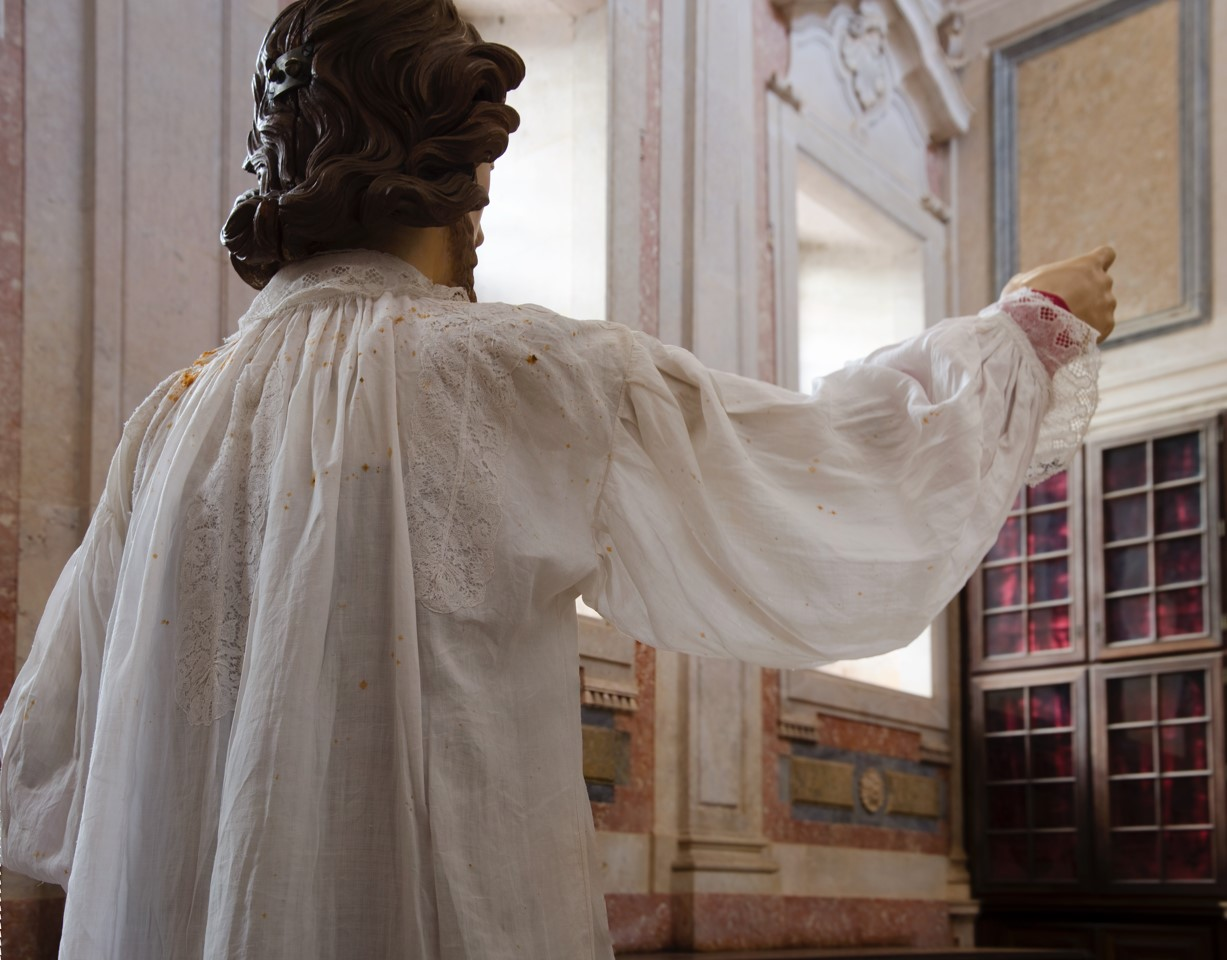
Camisa de la consagración de Luis XV

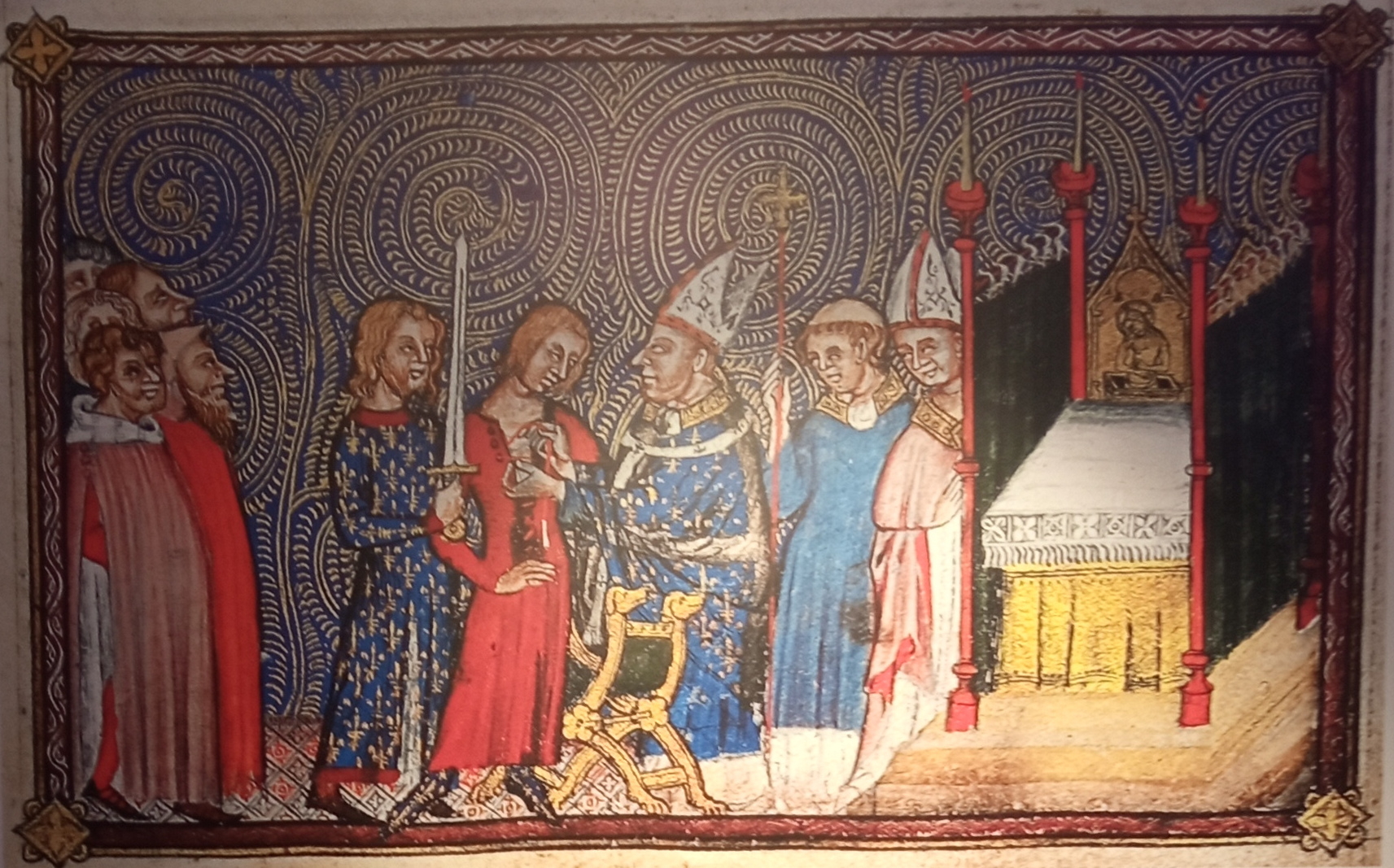
La unción de Carlos V

La santa ampolla conservada en Reims contiene un aceite milagroso que, según la leyenda, fue traído por una paloma que descendió del cielo el día del bautismo de Clodoveo por el obispo Remi. Este aceite habría sido reutilizado por primera vez, en la catedral de Metz, el 9 de septiembre de 869 por el arzobispo Hincmaro de Reims para consagrar a Carlos el Calvo rey de los francos occidentales de Lorena. que afirmó que la unción era la prueba de que Dios le había elegido. (Carlos ya había sido consagrado una primera vez el 6 de junio de 848 en la catedral de Orleans).
El abad de Saint-Rémi, entonces gran prior cuando el monasterio estaba bajo el régimen de la encomienda, llevó solemnemente la santa ampolla a la catedral, primero a pie, luego en un carruaje blanco, bajo un palio llevado por cuatro monjes, y esto, tras la llegada del rey a la catedral. En las cuatro esquinas estaban cuatro grandes señores enviados por el rey, llamados los rehenes, es decir los fiadores porque juraron proteger el relicario a riesgo de sus vidas. Les precedía la comunidad monástica, rodeada de los vasallos de la abadía, llamados los caballeros de la santa ampolla.
Era el obispo de Laon, duque y par del reino, quien tenía el privilegio de portar la santa ampolla durante la ceremonia. Después del ritual de caballería llegaba el momento de la unción, centro de la ceremonia, confiriendo al rey la autoridad de lugarteniente de Cristo en la Tierra, emperador en su reino: sólo el rey se beneficiaba del bálsamo tomado por el prelado consagrante con un aguja de oro: este fragmento del tamaño de un grano de trigo se mezclaba luego con el santo crisma sobre una patena y le daba un color rojizo. Con el pulgar, el prelado tomaba la mezcla y trazaba nueve unciones en forma de cruz sobre el soberano, mientras pronunciaba las palabras rituales: en la parte superior de la cabeza, en el pecho, entre los dos hombros, en el hombro derecho, en el hombro izquierdo, en la articulación del brazo derecho y luego el brazo izquierdo; luego, después de vestirse, en las palmas de las manos. Tras las unciones, se raspaba la patena y se echaba lo que quedaba de la mezcla en la ampolla, lo que reforzaba la creencia popular en un bálsamo inagotable. La reina era consagrada únicamente con el santo crisma.
Por respeto por el aceite milagroso, la camisa del rey y los guantes puestos después de la unción de las manos eran quemados después de la consagración. Excepcionalmente, la camisa de Luis XV no se quemó y fue regalada al rey Juan V de Portugal; ahora se encuentra en el palacio Nacional de Mafra, custodiada por la Real y Venerable Hermandad del Santísimo Sacramento de Mafra.

### Presentación de las insignias reales

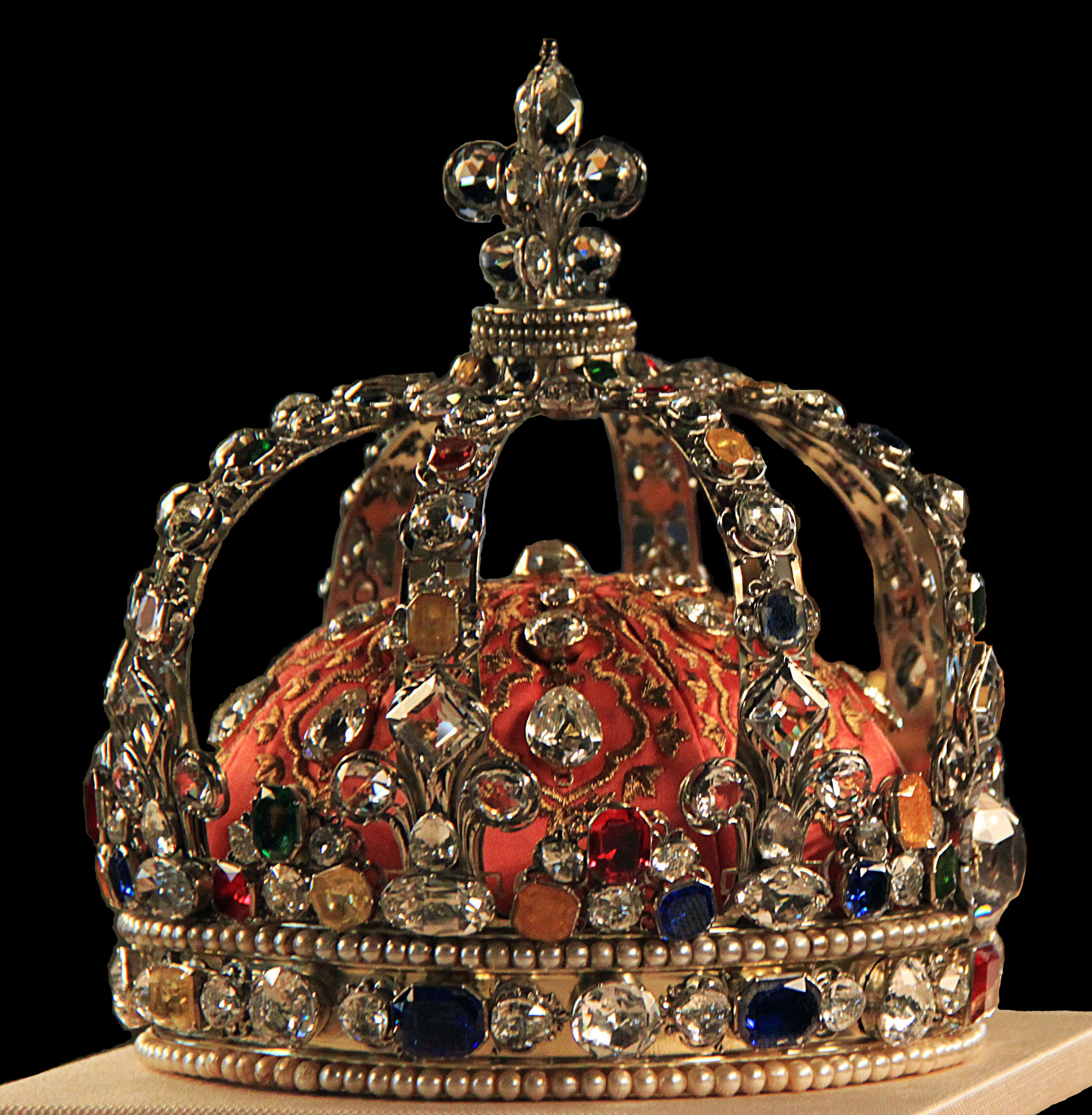
Corona de consagración de Luis XV

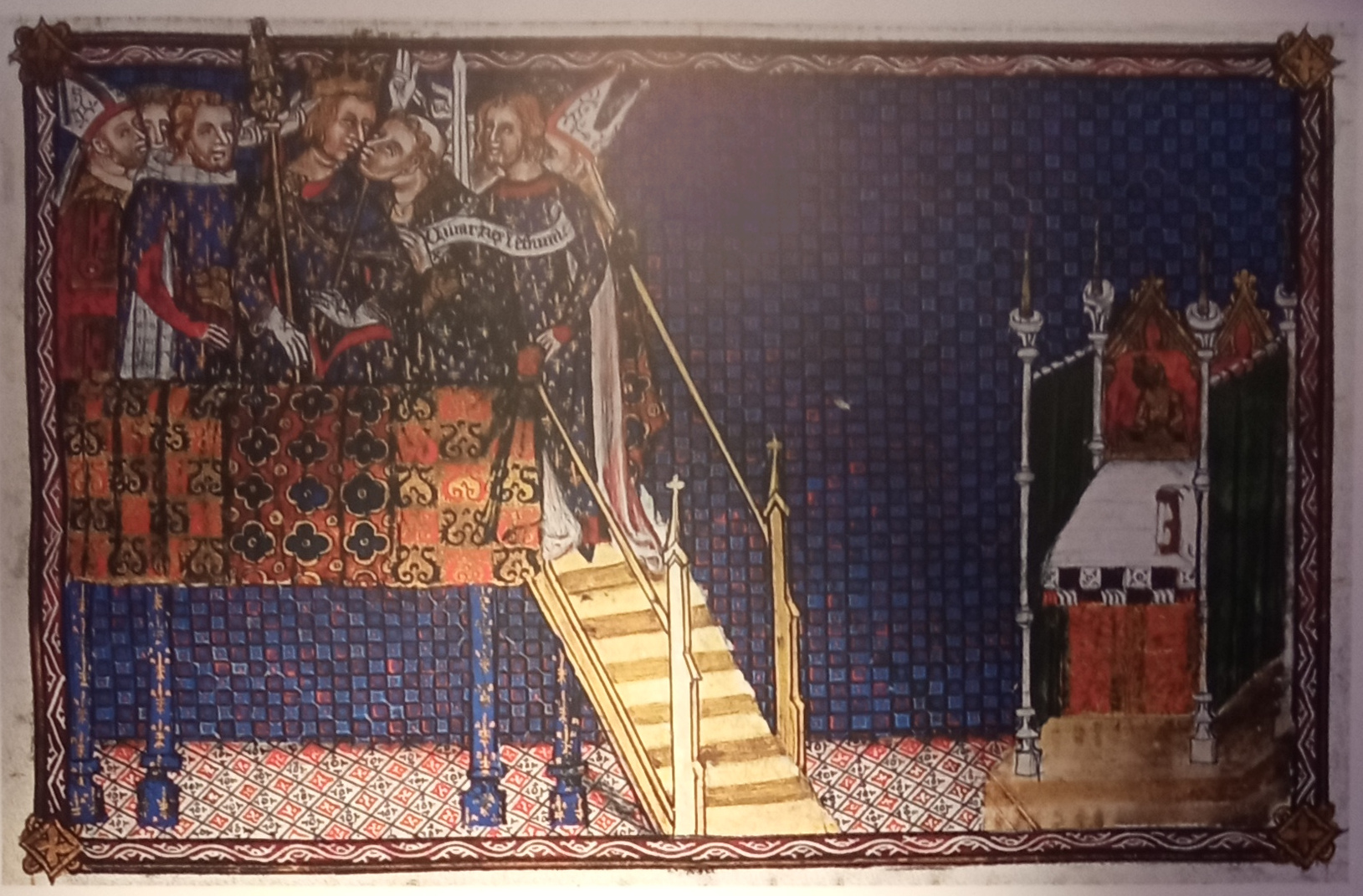
El rey era entronizado; el arzobispo decía al rey: «vivat rex in aeternum».

Las insignias reales o Iura regalia eran llevadas por el abad de Saint-Denis.
- El chambelán vestía al rey con una túnica similar a la de un subdiácono, una dalmática similar a la de un diácono y un manto similar a la casulla de un sacerdote,[De. 10] las tres prendas adornadas con flores de lis; era un rito tomado de la consagración de los obispos porque el obispo, recapitulando en su persona las tres órdenes sagradas, usaba esos tres ornamentos para los oficios pontificios; el rey podía, como ellos, recibir guantes, con oraciones prestadas del pontifical romano. Hay pruebas de que las túnicas de los gobernantes carolingios y otonianos estaban tachonadas de azul con símbolos cósmicos dorados, una referencia a la vestimenta del sumo sacerdote de Jerusalén.[22][23] Estas vestiduras azules se florecieron bajo Luis VII, sin duda por influencia de san Bernardo, quien teorizó la existencia de un cosmos espiritual formado por Cristo y los Elegidos, comparable a los Lirios según su lectura de san Lucas y del Cantar de los Cantares.[24][25] Fue una originalidad francesa que este atuendo llevara el escudo de armas, en particular el azul, mientras que el color del poder, imperial en particular, era el rojo. El rey sólo vestía de rojo al comienzo de la ceremonia, con camisa y túnica de seda provista de una abertura en el lugar de las unciones.[De. 10]
- El arzobispo bendecía y luego colocaba el anillo en el dedo anular de su mano derecha, en señal de «santa fe e integridad del reino».[De. 11]
- Con otras oraciones, il remettait pour «encourager les bons et corriger les mauvais, diriger les justes la voie droite, rabaisser les orgueilleux et relever les humbles » [animar a los buenos y corregir a los malos, encaminar a los justos al camino recto, rebajar a los orgullosos y elevar a los humildes]:
  - El cetro, trematado por una flor de lis, símbolo de mando.
  - La mano de justicia, que aparece cuando la justicia real se impone realmente.
- La corona de oro, compuesta por un círculo de oro coronado por cuatro flores de lis engastadas sobre un bonete de terciopelo adornado con perlas (couronne fermée), era colocada sobre la cabeza del rey por el obispo después de haber sido sostenida por todos los pares del reino o sus representantes que representen el hecho de ser soberano

Entonces el rey era entronizado; el arzobispo decía al rey: «Que le médiateur de Dieu et des hommes fasse de toi le médiateur du clergé et du peuple» [Que el mediador de Dios y de los hombres haga de ti mediador del clero y del pueblo], antes de abrazarlo y sentarlo en un trono elevado que dominaba el jubeo. Los pares acudían cada uno a rendirle homenaje con un beso, diciéndole: « Vive le roi éternellement » [Viva el rey eternamente], aclamación retomad por la asamblea al son de las trompetas. Luego se soltaban pájaros y se lanzaban monedas y medallas. En la consagración de Luis XIII, entre 700 y 800 gorriones fueron liberados bajo las bóvedas. Esta suelta de pájaros era la imagen de la liberación de prisioneros que se llevaba a cabo con motivo de la consagración (6000 por Luis XIV, menos de 600 por Luis XV, 112 por Luis XVI).
Tras la presentación de las insignias y la entronización, se asistía a una misa y a un banquete, ambos, al igual que la consagración, sufragados por la ciudad de Reims.

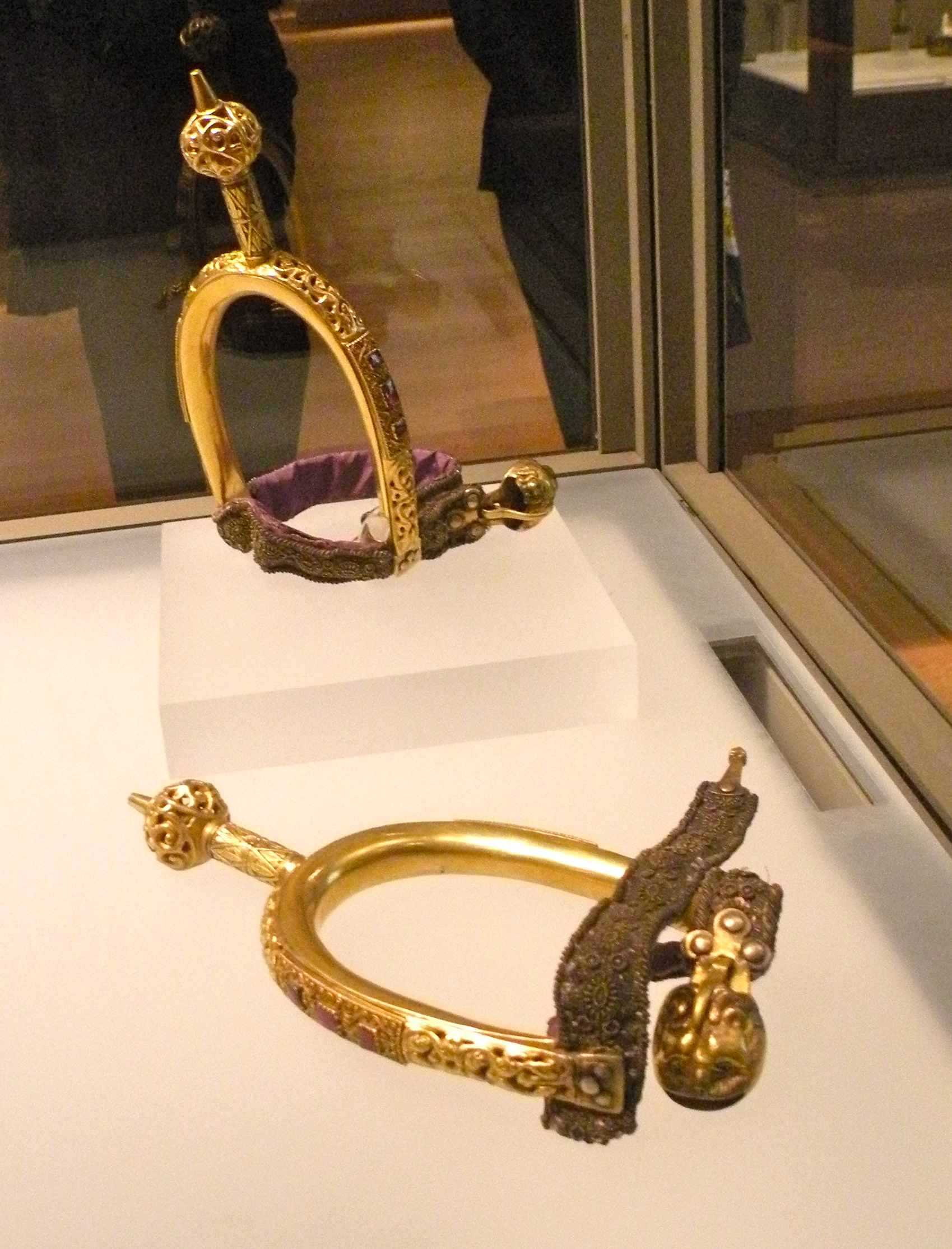
Las espuelas de la consagración
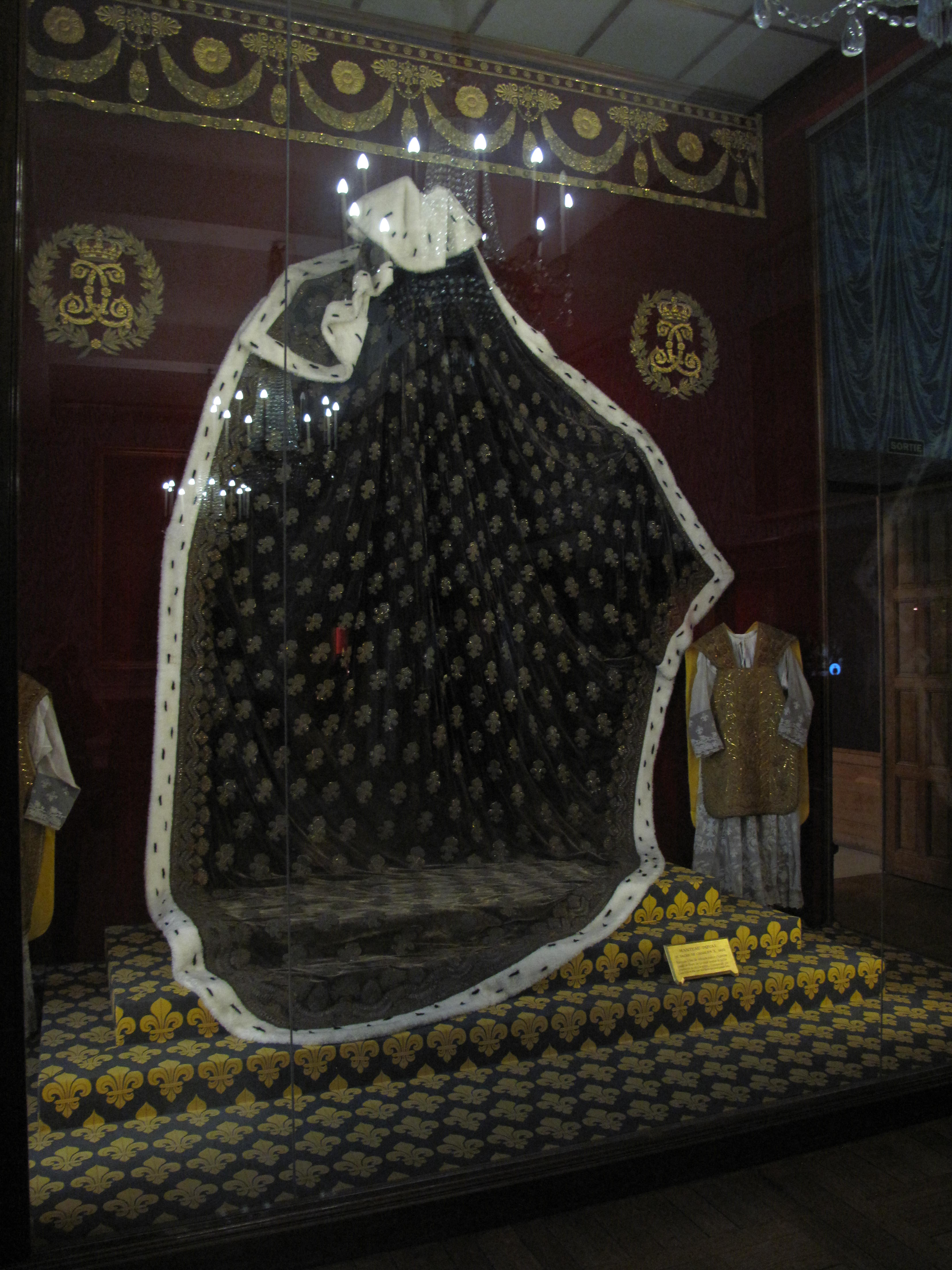
Manto real de Carlos X (palacio de Tau)
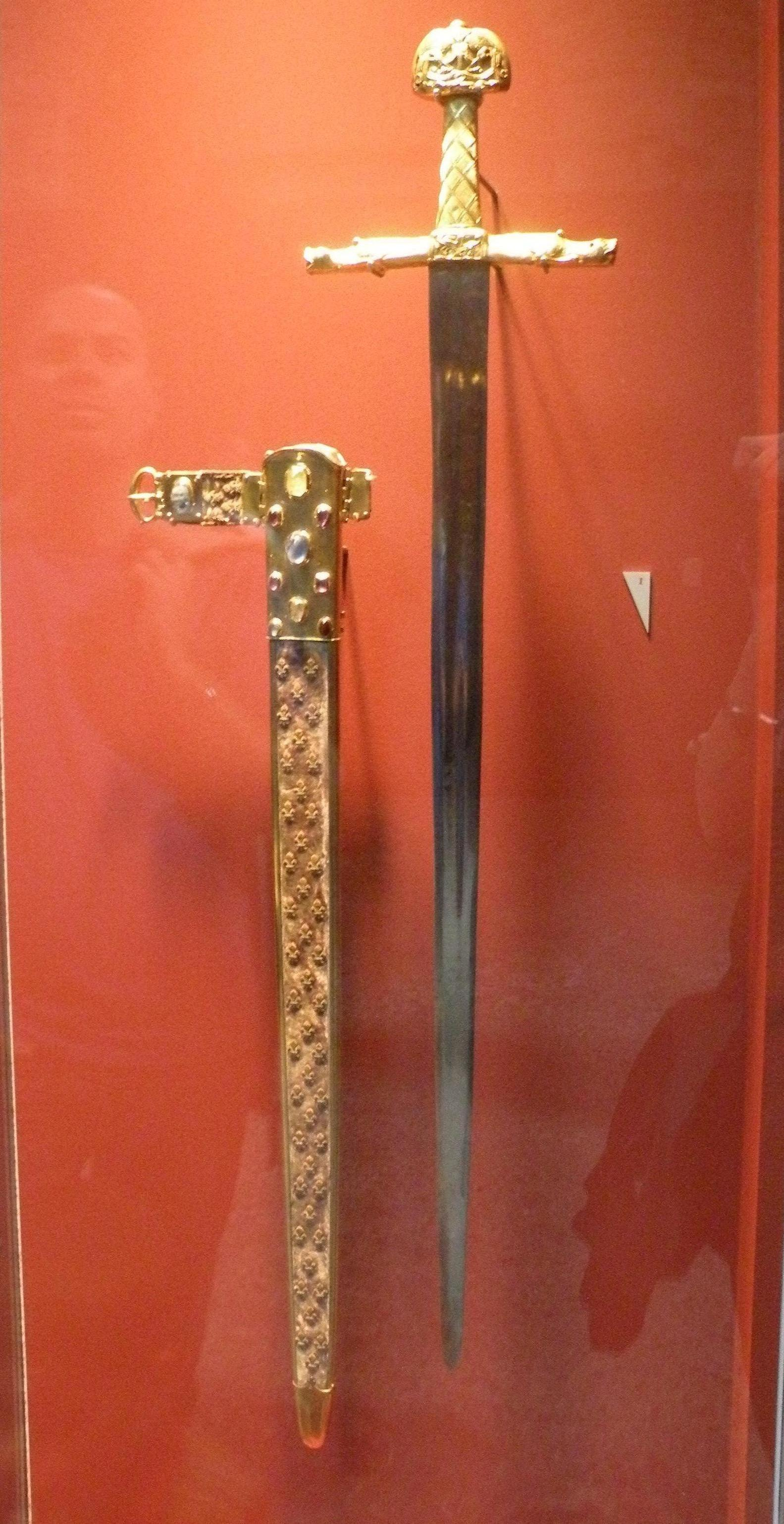
Joyosa, espada de Carlomagno
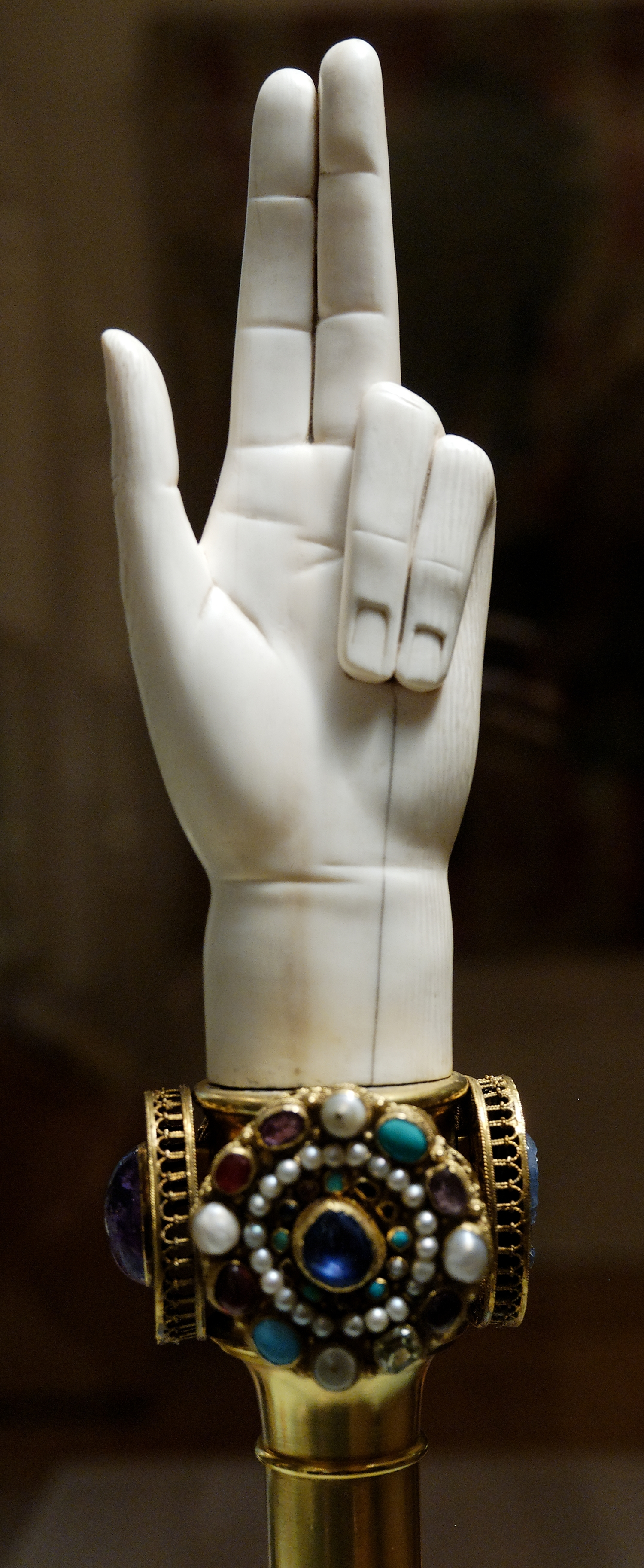
Mano de justicia de la consagración de Napoleón I
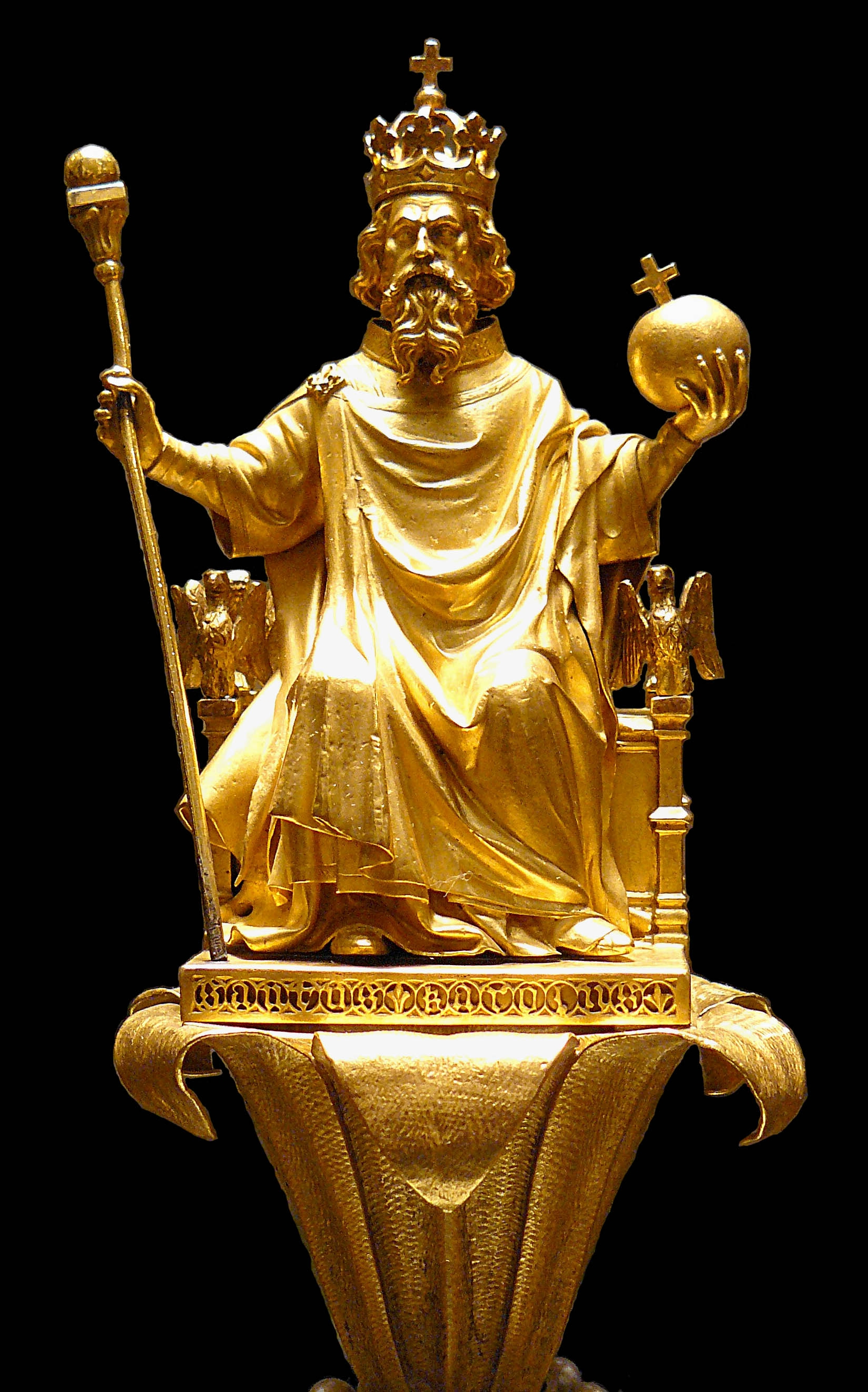
Cetro de Carlos V le Sage
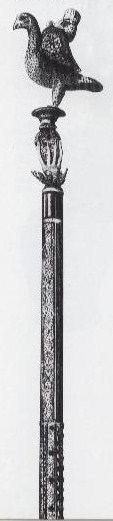
Cetro de Dagoberto

### Misa
No había una misa específica para la consagración, y se decía la misa del día con las lecturas previstas en el misal; sólo unas pocas oraciones eran específicas, principalmente una oración ante el don de la paz, como en las misas nupciales. En el momento del ofertorio, el rey descendía para llevar al altar el vino del sacrificio, en memoria de la ofrenda hecha por Melquisedec; también ofrecía 13 bezantes de oro, simbolizando probablemente su matrimonio con su pueblo, por analogía con las 13 piezas que el marido ofrece a la mujer el día de la boda. El propio de la misa se daba en canto llano y fauxbourdon. Era el ordinario (Kyrie, Gloria, Credo, Sanctus, Agnus) y el Te Deum de la entronización el que daba lugar a la polifonía. Había un coro de doce vicarios músicos que podía reforzarse para ocasiones especiales, y un maestro de niños desde 1285 que contaba con diez cantores desde el siglo XVI. En 1775, la misa de consagración de Luis XVI fue compuesta por François Giroust, director de capilla; en la consagración de Carlos X, fue Luigi Cherubini. Al final de la misa, el arzobispo procedía al cambio de corona; la corona tradicional se llevaba sobre un cojín y el rey lucía entonces una corona personal más ligera, con la que salía de la catedral y se dirigía al palacio de Tau. La ceremonia duraba al menos seis horas, a veces siete; en la consagración de Carlos X, se encargó a una comisión simplificar y modernizar la ceremonia y hacerla compatible con los principios de la monarquía según la Carta (supresión de las promesas de lucha contra herejes e infieles, de los doce pares, de las referencias a la realeza hebrea, etc.) y duró tres horas y media.

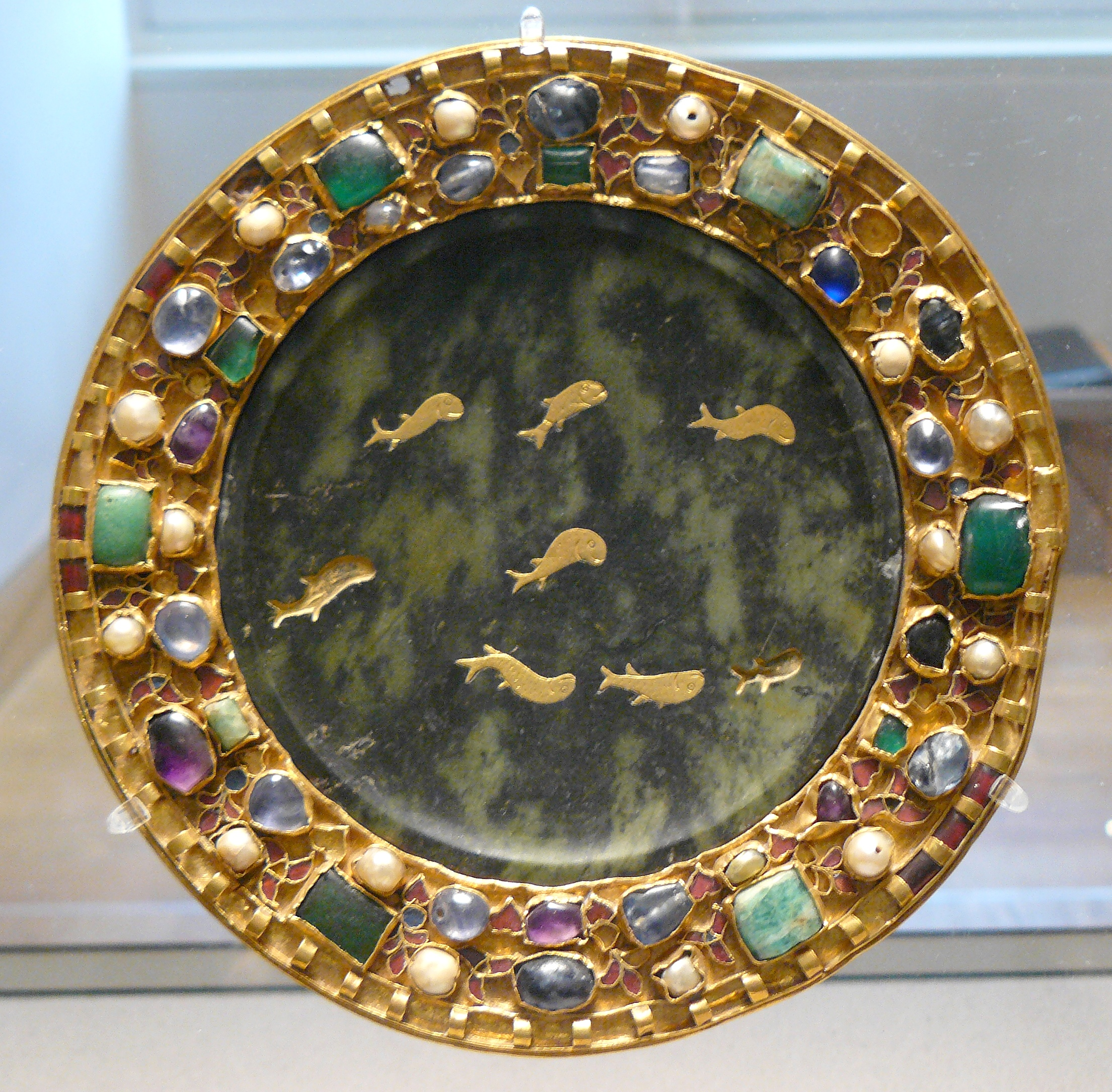
La patena de los pescados
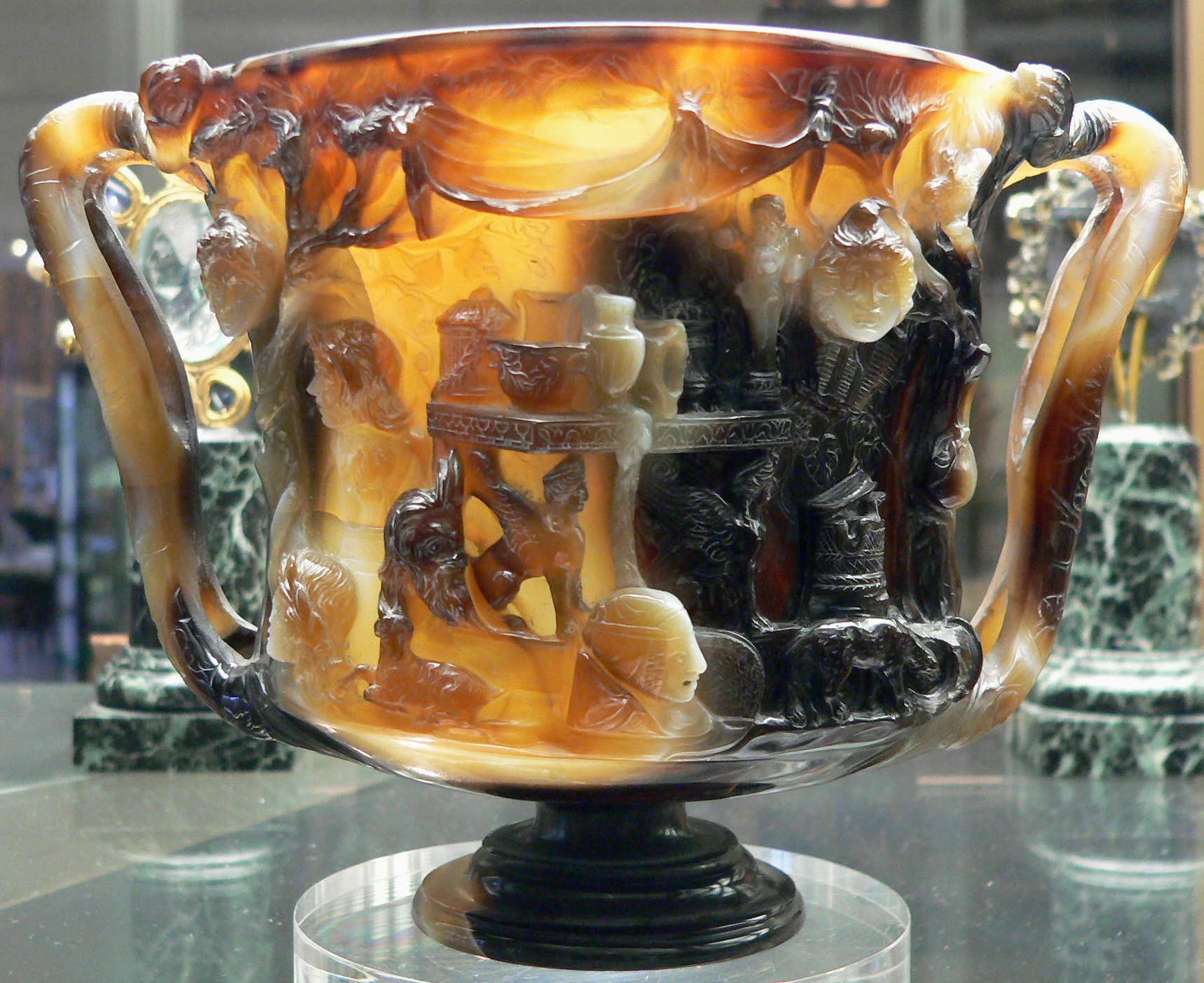
Copa de los Ptolomeos
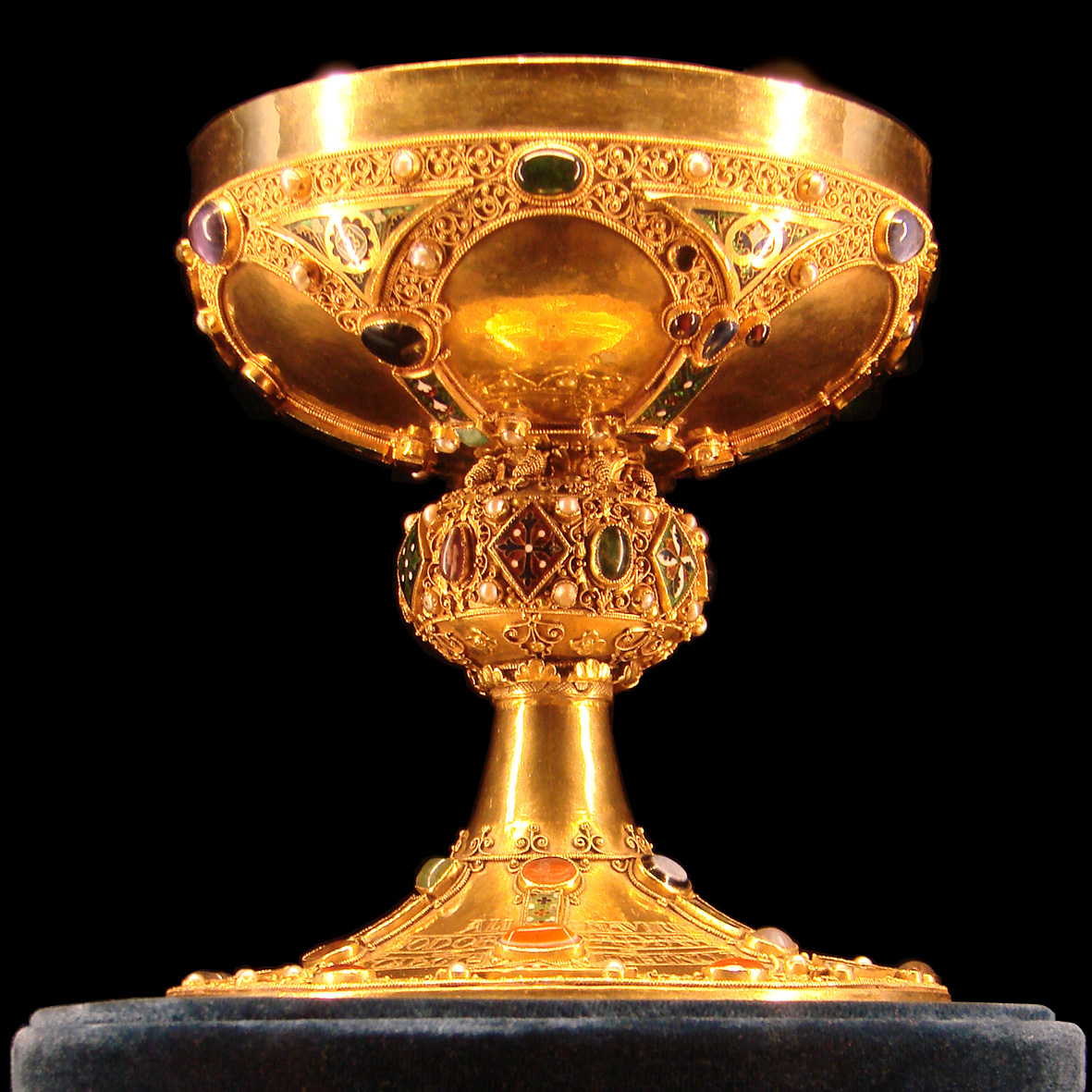
El cáliz
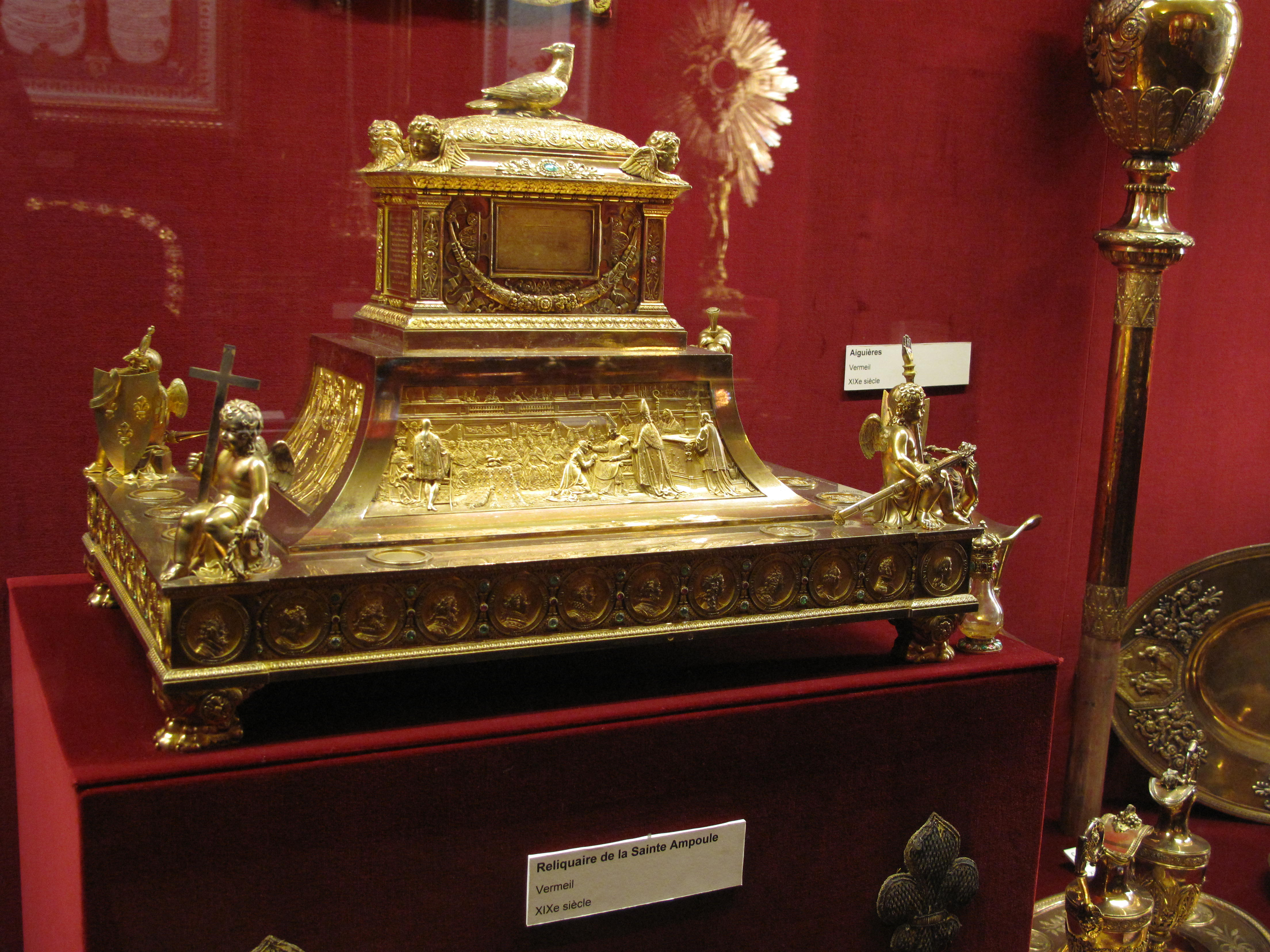
Relicario de la santa Ampolla (1825)
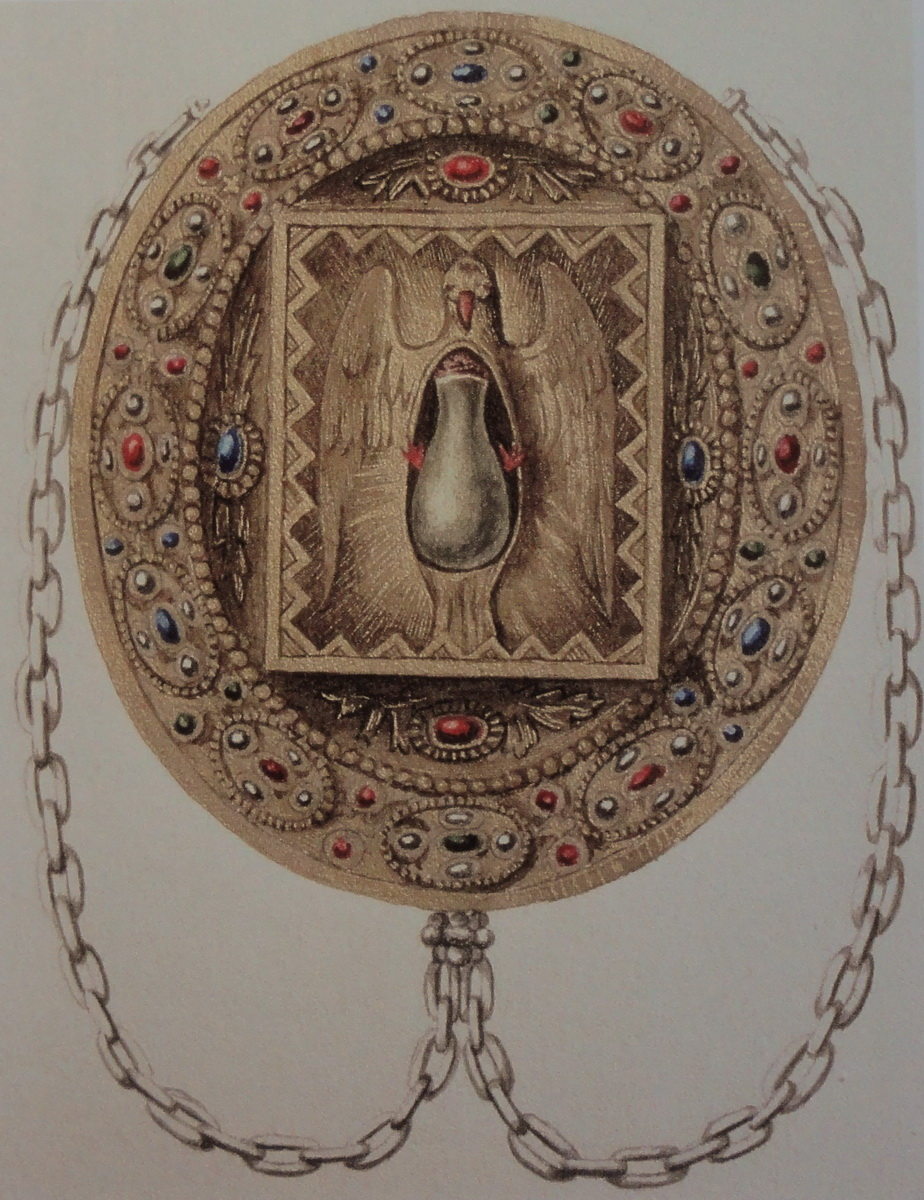
La santa Ampolla original

### Festividades

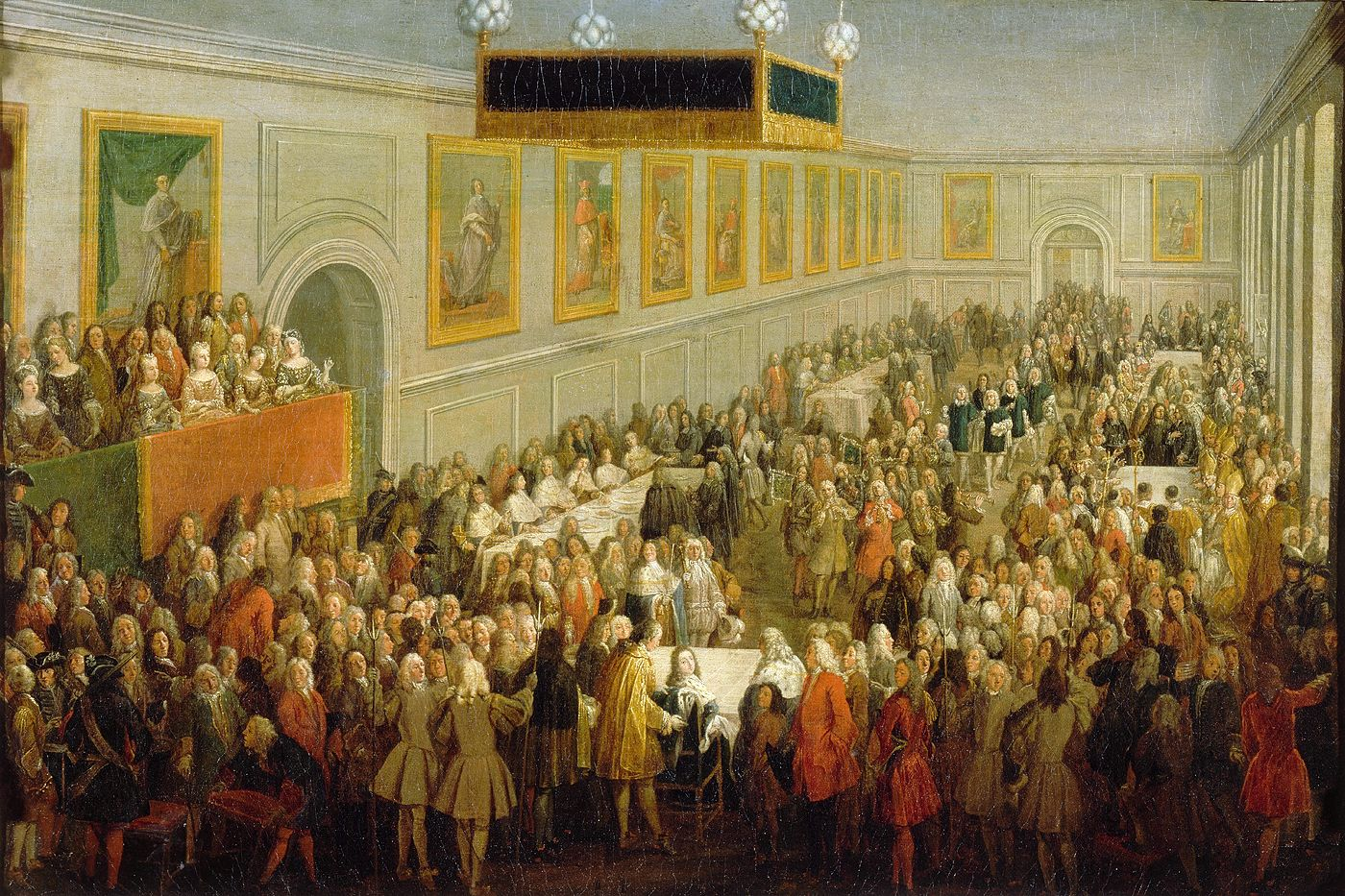
El Banquete de la consagración de Luis XV, el se desarrolló en el salón de banquetes del Palacio de Tau, obra de Pierre-Denis Martin.

El rey no llegaba solo; los relatos conservados del siglo XIV sugieren un seguimiento de al menos 2000 barones y sirvientes, y este número habría ido en aumento a partir de entonces. A esos invitados se sumaban los que deseaban asistir a la consagración y participar en los festejos posteriores a la ceremonia; en la consagración de Felipe VI, el vino fluyó libremente (60 000 litros) La consagración causaba el júbilo popular y constituía tanto un momento de comunión entre el rey y su pueblo como una promesa de renovación. Había unos cientos de personas en el coro y las galerías dispuestas a ambos lados, unos miles en la nave; actualmente, la catedral tiene capacidad para 3000 personas, pero con sillas; por lo tanto se tuvo que exceder ese número durante las consagraciones; a partir de Luis XIV, las puertas sólo se abrían a la multitud en el momento de la entronización. En los días de la ceremonia de la consagración la población de la ciudad debía por lo menos duplicarse o triplicarse; 100 000 personas se avanzan en la consagración de Luis XV.

## Efectos de la sacralización

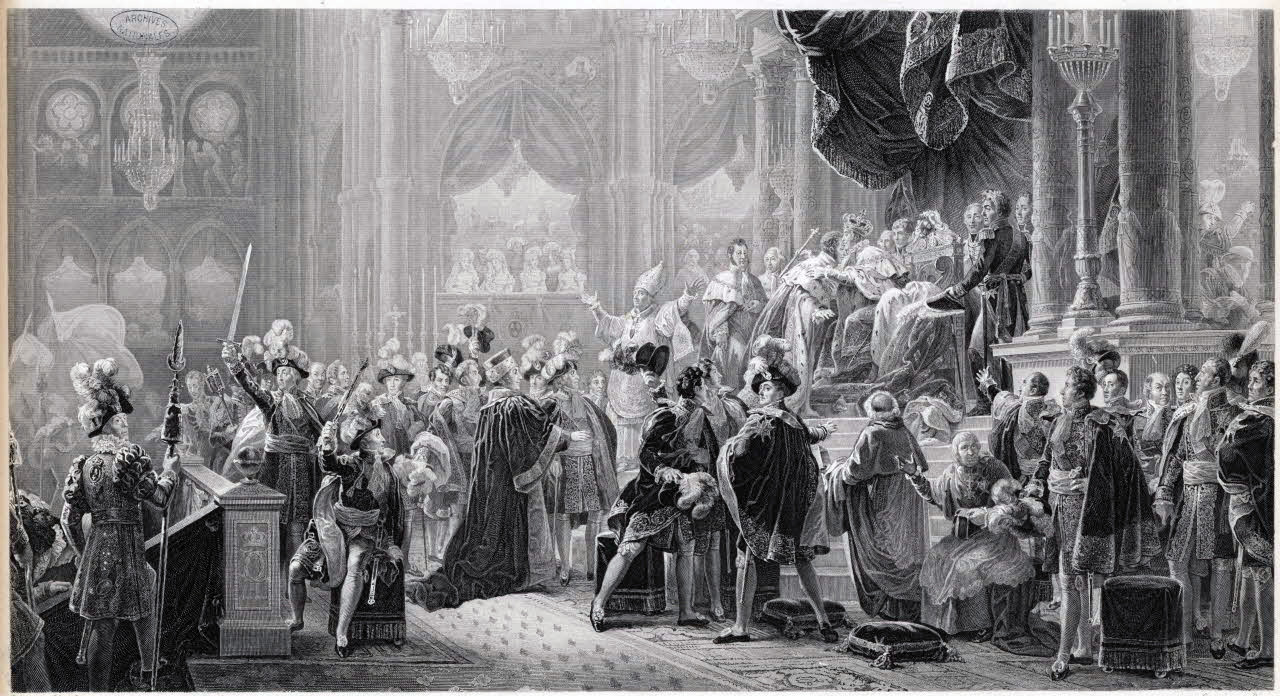
Grabado que representa el cuadro de François Gérard, «Le sacre de Charles X à Reims», el Archives Nationales AE-II-3886.

### Sacralización
La consagración fue a veces considerada como un sacramento; así, san Pedro Damián reseñaba doce sacramentos incluyendo la unción de los reyes. Para Pedro Lombardo sólo eran siete los sacramentos y su enseñanza fue ratificada por el Tercer Concilio de Letrán (1179) y en varias actas pontificales. La consagración es un sacramental y no un sacramento.es decir, un signo sagrado cuyo rito es definido por la Iglesia católica, según una cierta imitación de los sacramentos, con miras a conseguir sobre todo los efectos espirituales obtenidos por la oración de la Iglesia. Más allá de eso, confería al rey una especificidad que lo elevaba por encima del resto de los laicos. Se convertía en un personaje sagrado. El sacramental de consagración con la unción de aceite en las manos y la cabeza imita al sacramento de las órdenes de presbíteros y de obispos; el rey «se acerca al orden sacerdotal» también en cuanto comulga bajo ambas especies (pan y vino consagrados), aunque se haya olvidado que originalmente los laicos comulgaban bajo ambas especies. El rey consagrado está sacralizado y puede comulgar bajo ambas especies, como los clérigos.

### Inviolabilidad
Esta sacralización volvía inviolable al rey. La Biblia afirma la inviolabilidad de quien ha recibido la unción: el rey David afirma la imposibilidad de poner la mano sobre el ungido del Señor, y el Salmo 104 hace lo mismo; la realeza israelita confiere al rey una impronta filial, siendo el Eterno su padre. Cualquier atentado contra su persona era, por tanto, castigado con gran severidad. El culpable era acusado de regicida, torturado y ejecutado, aunque el rey solo estuviera herido y la herida fuera leve. Así, Damiens fue descuartizado tras ser desgarrado y cubierto de plomo fundido por haber apuñalado a Luis XV con un cuchillo, habiéndose evitado una herida grave gracias al espesor de las vestimentas del rey.

### Taumaturgia

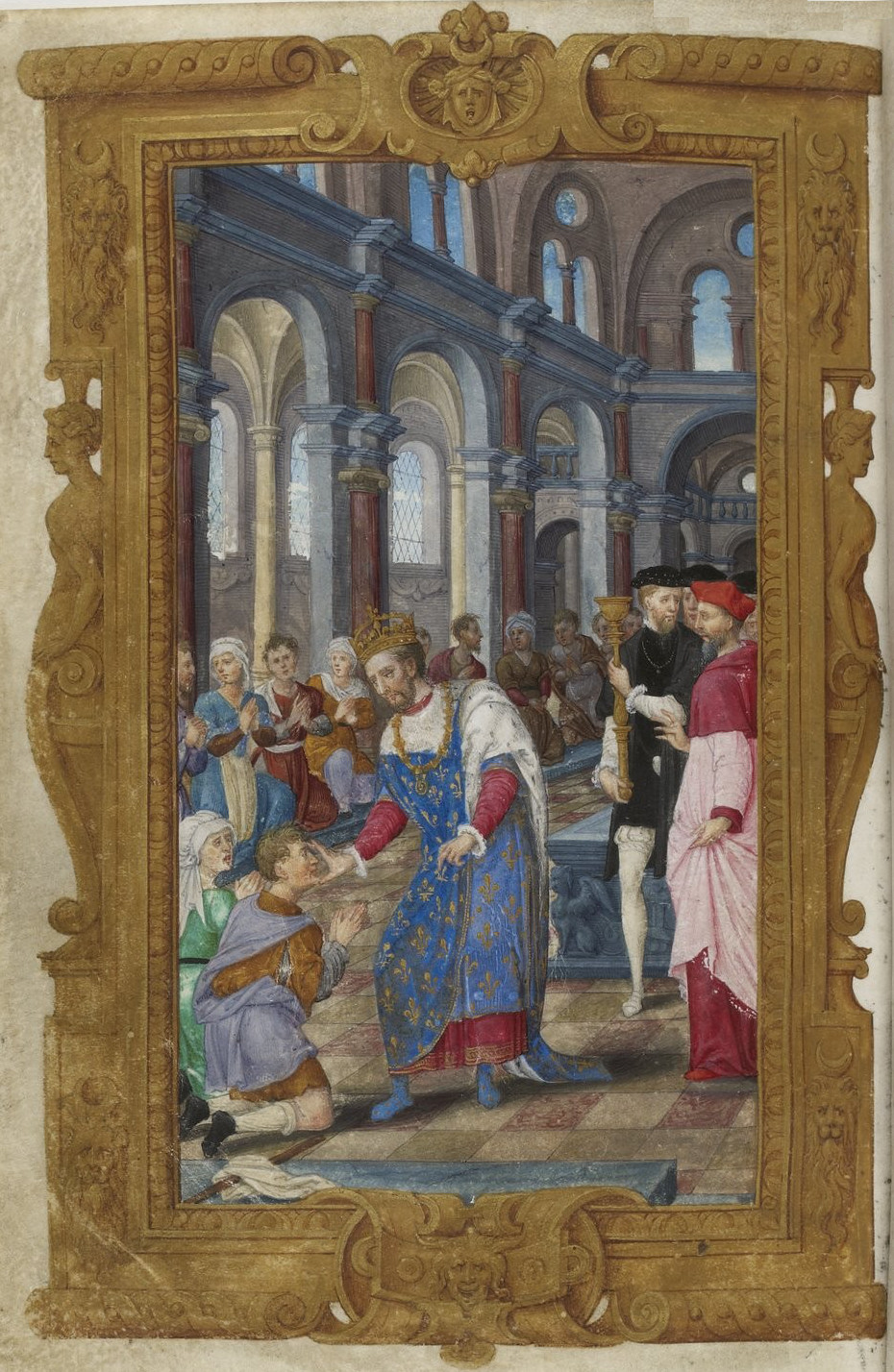
Enrique II practicando el toque de escrófula en el priorato de Corbeny, libro de horas de Enrique II, BnF.

El rey de Francia consagrado, tenía la particularidad, si estaba en estado de gracia, de tener la reputación de ser un taumaturgo o hacedor de milagros: durante una ceremonia especial que generalmente tenía lugar al día siguiente de la consagración, la mayoría de las veces después de haber recibido la comunión en la tumba de san Marculfo en Corbeny, —un santo que tenía fama de curar la escrófula, una enfermedad de origen tuberculoso causada por una afección de los ganglios linfáticos del cuello, la escrófula—, el rey realizaba un ritual especial para curar a las personas con esa enfermedad; el ritual incluía un doble gesto: el toque directo del enfermo y la señal de la cruz. Se describe a san Luis pronunciando palabras (desconocidas) cuando el toque, probablemente una oración; la fórmula «le roi te touche, Dieu te guérit» [el rey te toca, Dios te cura] no está atestiguada hasta el siglo XVI. La fórmula cambió gradualmente a «le roi te touche, que Dieu te guérisse» [el rey te toca, que Dios te cure] A partir de Luis XIV, el rey dejó de peregrinar a Corbeny, como era costumbre desde Luis X, y las reliquias de san Marculfofueron llevados a la basílica de Saint-Rémi y el tocamiento se realizaba en el jardín.
No se conoce con precisión la aparición del toque real para curar la escrófula. No hay indicios conocidos de que los reyes de Francia de dinastías anteriores tocaran la escrófula o tuvieran poderes taumatúrgicos en general. Entre los merovingios, solo el rey Gontrán I (fallecido en 592) tenía fama de haber curado a los poseídos; este don parece estar relacionado con su santidad personal, y no con su realeza. Es probable que si los reyes merovingios hubieran reclamado poder curativo, los cronistas lo hubieran señalado. Para los primeros Capetos, Helgaud de Fleury concedió a Roberto el Piadoso (996-1031) la gracia de curar. Sin embargo, la escrófula no se nombra explícitamente: es posible que los poderes taumaturgos asignados a los reyes de Francia fueran inicialmente generalistas, antes de especializarse. El primer testimonio que menciona las escrófulas es el de Guibert de Nogent, en su obra  Des reliques des saints fechada hacia 1124. Guibert indica haber visto personalmente a Luis VI el Gordo (r. 1108-1137) curar a los escrofulosos tocándolos y haciéndoles la señal de la cruz, milagro que califica de «habitual». El cronista añade que el padre del rey, Felipe I (r. 1060-1108), ya practicaba este milagro pero que ya había perdido su don milagroso a consecuencia de sus pecados —es decir, el doble adulterio con Bertrade de Montfort, que había conducido a su excomunión.
Los reyes de Francia tocaron después de él la escrófula hasta Luis XV; el último, en la Pascua de 1739, rechazó rotundamente la confesión, la comunión y la ceremonia ritual. Nunca volverá a tocar la escrófula. Luis XVI restableció esta costumbre en 1775. Este rito reapareció por última vez el 29 de mayo de 1825, fecha de la consagración de Carlos X que afectó a ciento veintiún enfermos, cinco de los cuales eran niños que fueron declarados curados. Los reyes tocaban la escrófula después de la consagración, con distinta frecuencia: San Luis las tocaba casi a diario, Luis XI cada semana, y el rito se realizaba en el extranjero durante las guerras de Italia.
Este poder taumatúrgico fue el signo de una dimensión casi sacerdotal del Très chrétien (Su Majestad Cristianísima): consagrados por la Iglesia, los reyes de Francia según Du Peyrat, 

realizaron milagros durante su vida al curar pacientes con escrófula, que muestran claramente que no son laicos puros, sino que participando en el sacerdocio, tienen gracias particulares de Dios, que ni siquiera los sacerdotes más reformados tienen.
font les miracles de leur vivant par la guérison des malades écrouelles, qui montrent bien qu’ils ne sont pas purs laïques, mais que participant à la prêtrise, ils ont des grâces particulières de Dieu, que même les plus réformés prêtres n’ont pas.
Alexandre Maral, Le Roi-Soleil et Dieu: Essai sur la religion de Louis XIV, préface de Marc Fumaroli, éd. Perrin, 2012, p. 99-100.

### Efecto jurídico
La consagración planteaba un problema jurídico: ¿la consagración hace al rey? En opinión de los juristas reales, desde la muerte de san Luis, la consagración ya no tendría ningún valor constitutivo. Tan pronto como el rey murió, el ejército reconoció a Felipe el Temerario como sucesor, aunque la consagración no se produjo hasta un año después, en 1271. En la opinión popular medieval, el rey seguía siendo el que era coronado y Juana de Arco no llamará rey a Carlos VII hasta que este fue coronado. En tiempos modernos, se desarrolló una teología de «sangre real»: tan pronto como el rey moría, su sucesor se convertía en rey. Es la aplicación al derecho público de la fórmula del derecho privado «el muerto se apodera del vivo», lo que conducirá a la famosa fórmula:«¡El rey ha muerto, viva el rey!».

### Efecto fiscal
La financiación de las consagraciones dio lugar a la recaudación de un impuesto especial, la tasa de las consagraciones. En 1286, el documento más antiguo, relativo a la tasa de la consagración de Felipe el Bello, permite evaluar la base de percepción y por lo tanto la población en 3900 fuegos, es decir aproximadamente 16 000 a 18 000 habitantes.

## Lugares de las consagraciones

### Primeras consagraciones (751-816)

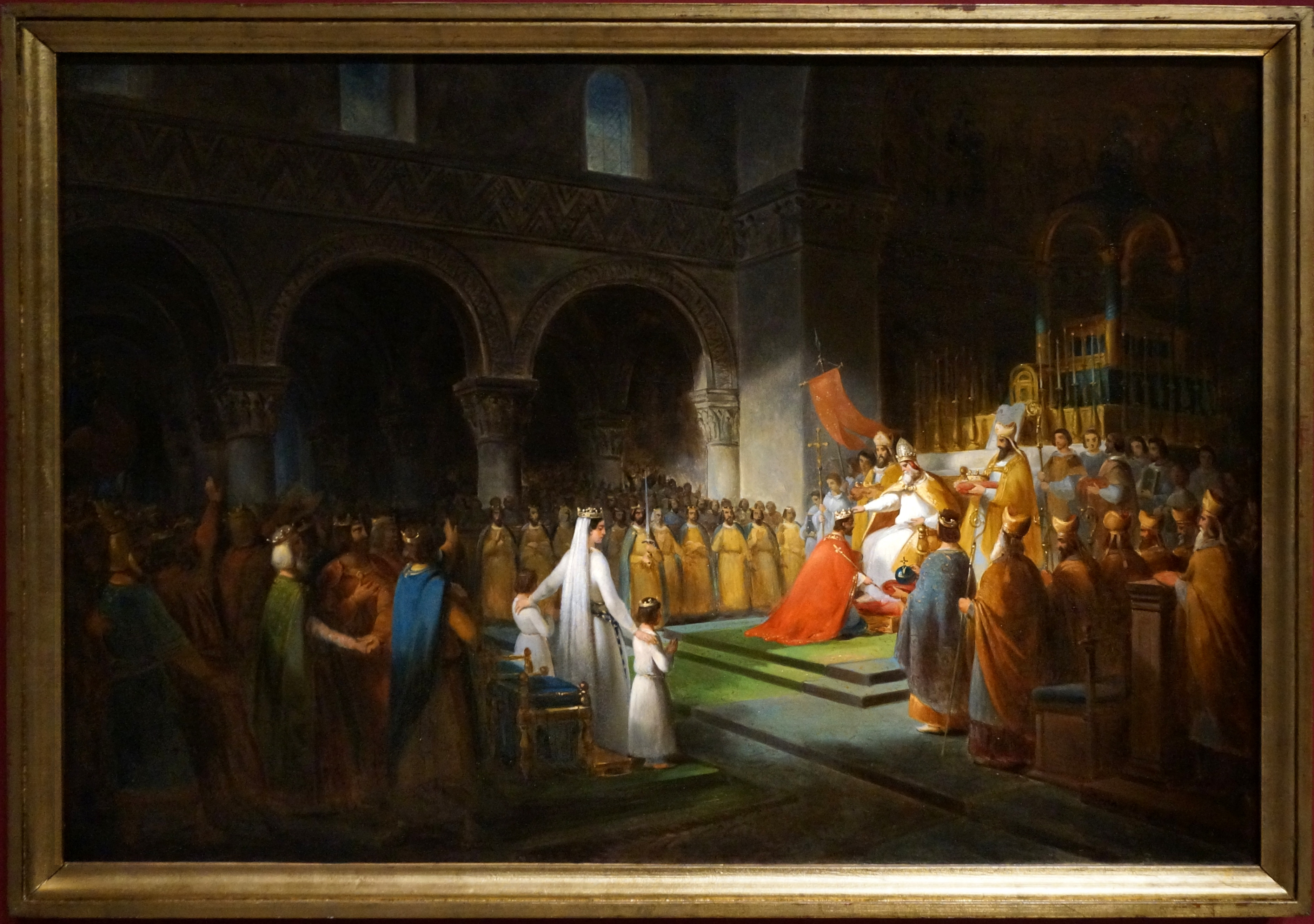
Sacre de Pépin le Bref à Saint-Denis el 28 juilet 754, Consagración de Pipino el Breve en Saint-Denis el 28 de julio de 754 (óleo sobre lienzo de François Dubois, 1837)

Si la primera consagración, la del primer carolingio Pipino el Breve, tuvo lugar un día de noviembre de 751 en Soissons, capital de los merovingios, la ceremonia se repitió el 28 de julio de 754 en Saint Denis. Los príncipes imperante Carlos y Carlomán fueron consagrados al mismo tiempo en esa ocasión. Los dos hermanos fueron consagrados reyes el 9 de octubre de 768, dos semanas después de la muerte de su padre, respectivamente en Noyon y en Soissons, cada uno reinando por su lado. El mayor, Carlomagno, recibió del papa el título de emperador y una corona el 25 de diciembre de 800 en Roma. Fue el hijo y sucesor de éste, Luis el Piadoso, coronado emperador en septiembre de 813 en Aix-la-Chapelle en vida de su padre, quien, el 5 de octubre de 816, fue el primero en hacerse consagrar en Reims.

### En Francia occidental (848-987)
Bajo el reinado de Lotario I, hijo de Luis el Piadoso, el imperio carolingio fue dividido con los hermanos de este último según los Juramentos de Estrasburgo urdidos el 14 de febrero de 842. En el lado de Francia oriental, Aix-la-Chapelle se establecerá como el lugar de un nuevo ritual de consagración un siglo después, el 7 de agosto de 936, por Otón I. En el lado de Francia occidental, la ceremonia de consagración fue mantenida por los últimos carolingios, pero fue solo con los robertianos y la necesidad de reafirmar una legitimidad que iba más allá del vínculo dinástico cuando Reims se convertirá en la ciudad de la consagración.
- Luis I el Piadoso, hijo de Carlomagno, fue consagrado el 5 de octubre de 816 en Reims.
- Carlos el Calvo, benjamin de Luis I el Piadoso, fue consagrado el 6 de junio de 848 en la catedral de Orleans por el arzobispo de Sens[37] según un ritual ideado por el arzobispo Hincmaro de Reims que incluye la unción del Santo crisma. Carlos fue coronado por el papa Juan VIII emperador en Roma el 25 de diciembre de 875, exactamente 75 años después de la coronación de Carlomagno.
- Luis el Tartamudo, hijo de Carlos el Calvo, fue consagrado el 8 de diciembre de 877 en Compiègne en la abadía de Saint Corneille. Fue consagrado una segunda vez el 7 de septiembre de 878 en Troyes por el papa Juan VIII.
- Luis III y Carlomán II fueron consagrados el 4 de septiembre de 879 en Ferrières.
- Carlos el Gordo, coronado emperador el 12 de febrero de 881 en Roma, posiblemente fue coronado rex in Gallia el 20 de mayo de 885 en Grand[38]
- Eudes, elegido rey de los francos el 29 de febrero de 888 en Compiègne, y consagrado el 13  de noviembre de 888 en Reims.
- Carlos el Simple fue consagrado rey de los francos el 28  de enero de 893 en Reims.
- Roberto I fue consagrado rey de los francos el domingo 30 de junio de 922 en Reims.
- Raúl de Borgoña fue consagrado rey de los francos els el 13  de julio de 923 en Soissons en la abadía Saint Médard.
- Luis IV de Ultramar fue consagrado el 19 de junio de 936 en Laon.
- Lotario de Francia fue consagrado el 12 de noviembre de 954 en Reims.
- Luis el Holgazán murió la víspera del pleito que entablaba contra el arzobispo de Reims Adalbéron, que debía consagrarlo.

### Bajo los Capetos, Valois, Borbones y Orleans (987-1848)

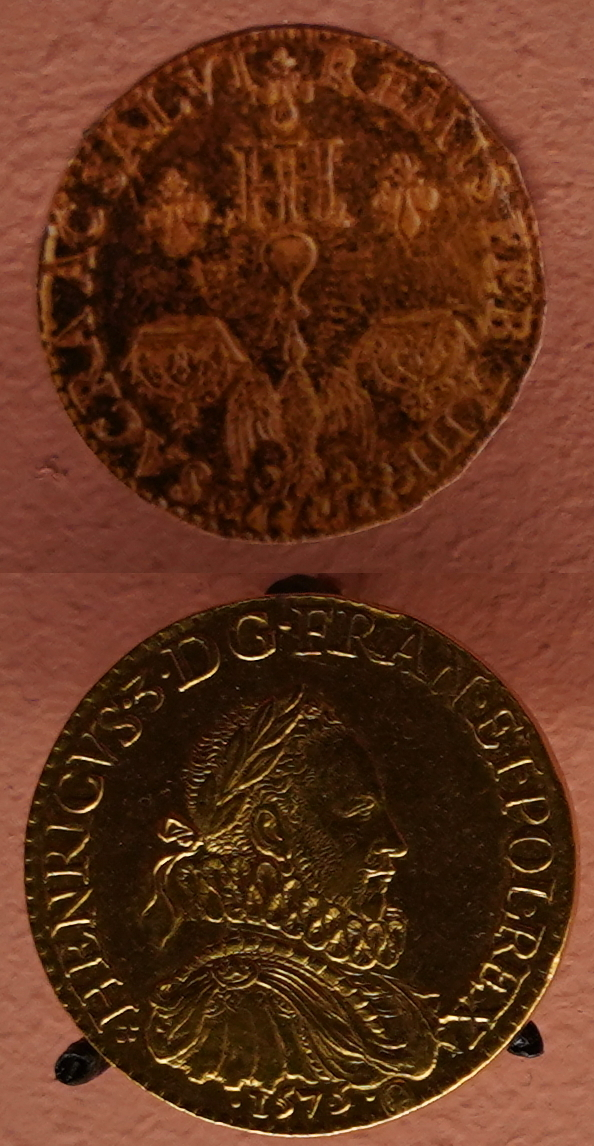
Jeton de la consagración de Enrique III.

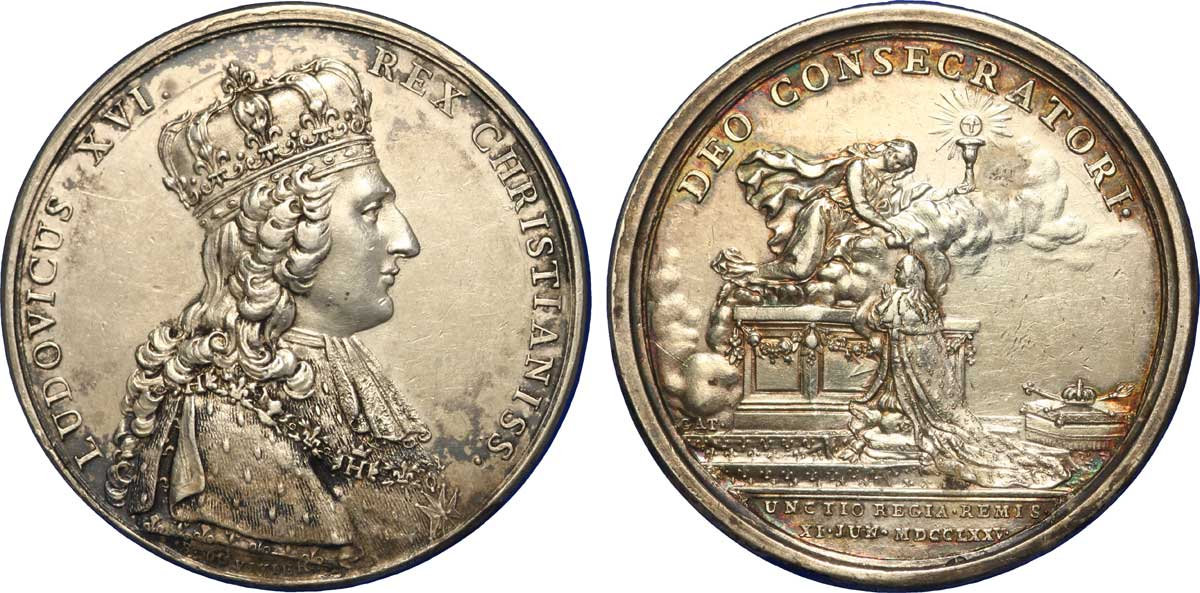
Consagración en Reims de Luis XVI el

Bajo los Capetos, todos los reyes de Francia fueron consagrados en Reims, a excepción de Hugo Capeto, Roberto II, Luis VI, Enrique IV, Luis XVIII y Luis Felipe:
- Hugo Capeto fue consagrado el 3 de julio de 987 rey de Francia en la catedral de Noyon por Adalbéron, à qui il épargne tout procès. Este advenimiento marca el final de la dinastía carolingia.
- Roberto II fue consagrado el 25 de diciembre de 987 en la catedral de la Sainte-Croix de Orleans por el mismo Adalbéron, arzobispo de Reims.
- Luis VI fue consagrado el 3 de agosto de 1108 en la misma catedral Sainte-Croix d'Orléans; recibió «l’onction très sainte» de manos de Daimbert, el arzobispo de Sens, porque temía que su medio hermano, Philippe de Mantes, le impidiera llegar a Reims.
- Enrique IV (o VI de Inglaterra), fue consagrado el 16 de diciembre de 1431 rey de Francia en la catedral de Notre-Dame de Paris, según un ritual similar al establecido por su bisabuelo materno Carlos V.[39]
- Enrique de Navarra fue consagrado el 27 de febrero de 1594 rey de Francia en la catedral de Notre-Dame de Chartres; contrariamente a la tradición, el nuevo soberano no pudo hacerse consagrar en Reims, al estar la ciudad en manos de sus enemigos, la familia de Guisa y los de la Ligueurs; la ceremonia se celebró el 27 de febrero de 1594 en Chartres, oficiada por Nicolas de Thou, el obispo de la villa.[40] Como la unción de Enrique IV no podía hacerse con el aceite contenido en la santa ampolla que usó el Remi de Reims, Nicolas de Thou se sirvió de aquella conservada en la abadía de Marmoutier, cerca de Tours[41][Notas 9][42]
- Luis XVIII fue rey de Francia, pero sin ceremonia de consagración, aunque tenía la intención de ser consagrado.
- Carlos X fue el último rey de Francia en acceder al trono con una consagración en Reims.[43]
- Luis Felipe accede al trono renunciando a la consagración.

## Consagraciones de las reinas

### Origen
La esposa del rey Pípino, Bertrade de Laon, recibió una bendición en la consagración de su esposo y de sus hijos, el 28 de julio de 754 por el papa Esteban II en la abadía de Saint-Denis; lo mismo para la primera y luego la segunda esposa de Luis I el Piadoso en 816 y 819; fue a mediados del siglo IX cuando se produjo un cambio con la introducción de la unción para las mujeres: el 1 de octubre de 856, el arzobispo Hincmaro procedió a la primera consagración de una reina, en este caso, Judith, hija de Carlos II el Calvo y de Ermentrudis, poco después de su matrimonio con el rey de los sajones occidentales Æthelwulf; el ordo de esta consagración comienza con la entrega del anillo nupcial y luego una fórmula matrimonial que se refiere a las mujeres del Antiguo Testamento Sara, Rebeca, Raquel, esposas de Abraham, Isaac, Jacob, Ana, madre del profeta Samuel, Noemíi, la bisabuela de David, Ester y Judith. El texto influyó fuertemente en el ordo de Carlos V. A partir de entonces, las reinas fueron consagradas y ungidas: a partir de 866, Carlos II el Calvo hizo coronar a su esposa Ermentrudis de Orleans.

### Ritos de las consagraciones de reinas

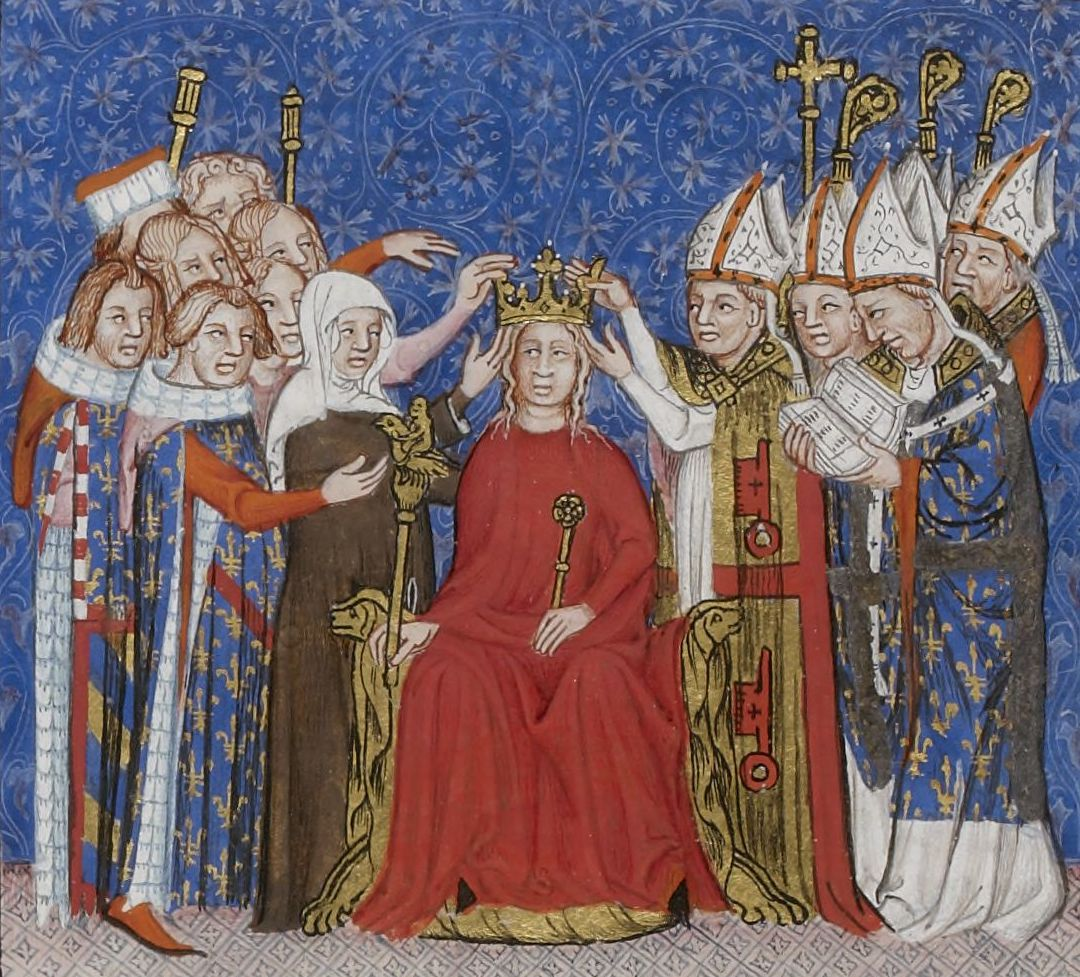
Consagración de Juana de Borbón en 1364.

La consagración de la reina era similar a la del rey pero tenía un menor grado de sacralidad en las insignias recibidas y se caracterizaba por una reducción de los ritos. Ellas no recibían armas y no prestaban juramento; las unciones se reducían a dos: en la cabeza y en el pecho y el aceite santo no se mezclaba con una leva de la santa Ampolla. La reina no tocaba a los escrofulosos. Recibía un abrigo, pero no una túnica y guantes como su marido. Su corona, más pequeña que la del rey, no era sostenida por los pares de Francia, sino por barones y príncipes. Se sentaba en un trono ligeramente más bajo que el de su marido. Ambos participaban del mismo modo en los ritos de la misa: ofrenda de pan y del vino, de trece monedas de oro, comunión bajo ambas especies, al menos hasta Ana de Bretaña en 1492. Algunos comentaristas, a partir del siglo XVI, perciben en esta comunión con la sangre de Cristo un signo de realeza sacerdotal, pero se olvidan de que los fieles laicos comulgaban bajo las dos especies hasta el siglo XII.

### Lugares de las consagraciones de las reinas

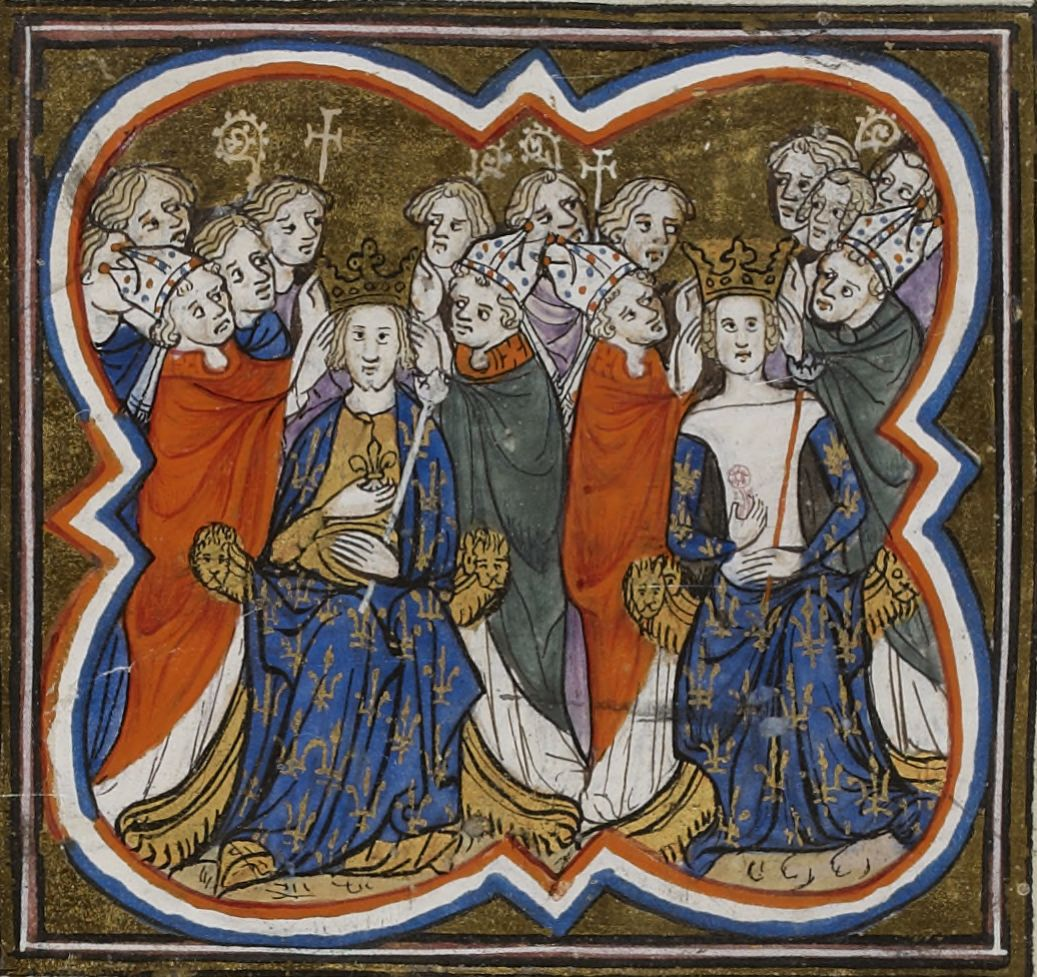
Doble consagración de Felipe VI y de Juana de Borgoña en Reims, en 1328.

Las consagraciones conjuntas de rey y reina fueron raras: los reyes en general eran consagrados jóvenes y célibes, especialmente cuando eran consagrados en vida de su padre. Por ello muchas reinas fueron consagradas por separado, y no en Reims: Margarita de Provenza lo fue en Sens; Ingeborg lo fue en Amiens; y la mayoría de las veces se hizo en París, en la Sainte-Chapelle o en Notre-Dame. Hubo que esperar hasta los siglos XIII y XIV para ver dobles ceremonias en Reims: Luis VIII y Blanca de Castilla, en 1223; Felipe IV el Bel y Juana de Champaña, en 1286; Luis X y Clemencia de Hungría, en 1315; Felipe V y Juana de Borgoña, en 1317; Felipe VI y otra Juana de Borgoña, en 1328; Juan II y Juana I de Auvernia, en 1350; Carlos V y Juana de Borbón, en 1364. Esta consagración fue la última de una pareja. A partir de entonces fueron todas distintas y desde Ana de Bretaña hasta María de Médicis fueron todas celebradas en Saint-Denis.

### Insignias en las consagraciones de las reinas

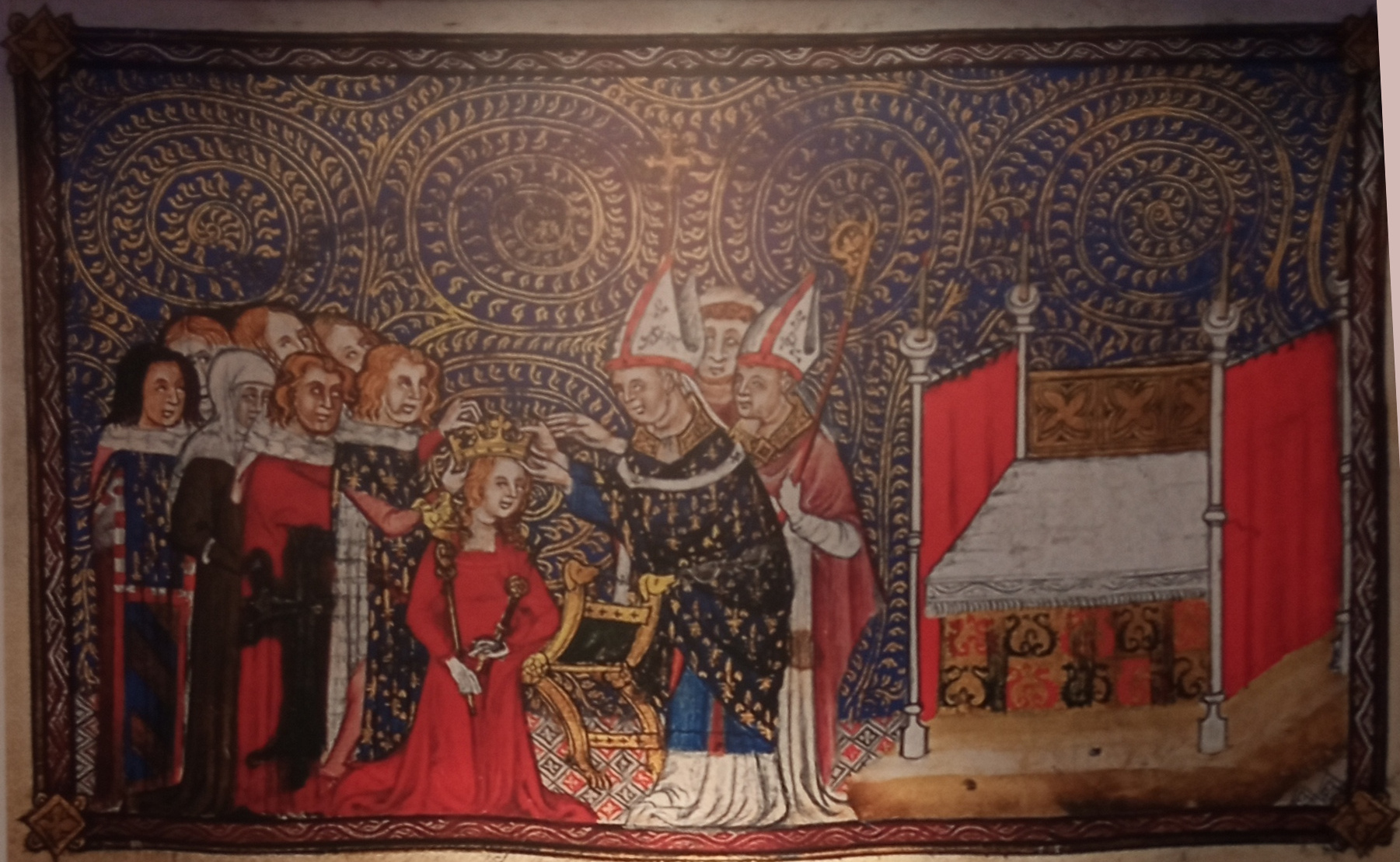
Ordo de Carlos V en:: Coronation Book of Charles V (1365-1380) - British Library Cotton Ms Tiberius B VIII.

En el ordo de Carlos V, la reina viste una túnica y un manto rojos, pero no un manto de flores de lis; las ropas eran suntuosas pero no eran una réplica de las del rey. Las reinas podían llevar, como Juana de Borbón en 1365, el cetro corto llamado de Dagoberto: ya sea un bastón decorado con esmaltes cloisonné con una pequeña mano en la parte superior que sostenía una bola de filigranas caladas, de la que se alzaba un capitel sobre el que se posaba un águila, adornada con granates, esmeraldas y perlas, cabalgada por un hombrecito desnudo, sosteniendo una lanza. A modo de vara, la reina sostenía un pequeño bastón, decorado con una rosa, que se vendía durante los actos de la Liga: este objeto fue utilizado en particular por Juana de Borbón. De lo contrario, la reina usaba un cetro corto de flor de lis. Al igual que el rey, la reina recibía un anillo personal no transmisible.

## Cronología de las consagraciones de los reyes de Francia
| Imagen                               | Rey                                  | Fecha                    | Día                                  | Lugar                                         | Oficiante y notas | Dinastía                      |
|                                      | Pipino el Breve                      | 751                      | ?                                    | Soissons                                      | | Carolingios                   |
|                                      | Pipino el Breve                      | 28 de julio de 754       | ?                                    | Saint-Denis                                   | Segunda consagración de Pipino el Breve en Saint-Denis por el papa Esteban II que consagró también a Carlomagno y su hermano Carlomán I.     | Carolingios                   |
|                                      | Luis I el Piadoso                    | 5 de octubre de 816      | Domingo                              | Notre-Dame de Reims (1.ª)                     | Consagrado por el papa Esteban IV | Carolingios                   |
|                                      | Carlos el Calvo (832-877)            | 6 de junio de 848        | Miércoles                            | Sainte-Croix de Orleans                       | Wenilo, arzobispo de Sens | Carolingios                   |
| Ermentrudis de Orleans               | ——                                   | ——                       | ——                                   | ——                                            | | Carolingios                   |
| Riquilda de Provenza                 | ——                                   | ——                       | ——                                   | ——                                            | | Carolingios                   |
|                                      | Luis II el Tartamudo (877-879)       | 8 de diciembre de 877    | Domingo                              | Saint-Corneille de Compiègne                  | Hincmaro, arzobispo de Reims | Carolingios                   |
| 7 de septiembre de 878               | Luis II el Tartamudo (877-879)       | Domingo                  | Saint-Pierre-et-Saint-Paul de Troyes | Segunda consagración por el papa Juan VIII    | | Carolingios                   |
| Ansgarda de Borgoña                  | ——                                   | ——                       | ——                                   | ——                                            | | Carolingios                   |
| Adelaida de Friul                    | ——                                   | ——                       | ——                                   | ——                                            | | Carolingios                   |
|                                      | Luis III (879-882)                   | septiembre de 879        | ?                                    | Saint-Pierre und Saint-Paul in Ferrières      | Ansegis, arzobispo de Sens | Carolingios                   |
| Carloman II (879-884)                | Conjunta                             | Conjunta                 | Conjunta                             | Conjunta                                      | | Carolingios                   |
|                                      | Eudes (888-898)                      | 29 de febrero de 888     | Jueves                               | Saint-Corneille de Compiègne                  | Gauthier, arzobispo de Sens Una segunda consagración el 13 de noviembre de 888 en Notre-Dame de Reims (2.ª)                                  | Robertiano                    |
| Teoderada                            | ——                                   | ——                       | ——                                   | ——                                            | | Robertiano                    |
|                                      | Guido de Spoleto (888)               | marzo de 888             |                                      | Saint-Mammès de Langres                       | Geilo, arzobispo de Langres |                               |
|                                      | Carlos III el Simple (893-923)       | 28 de enero de 893       | Domingo                              | Notre-Dame de Reims (3.ª)                     | Fulko, arzobispo de Reims | Carolingios                   |
| Frederuna                            | ——                                   | ——                       | ——                                   | ——                                            | | Carolingios                   |
| Edgiva de Wessex                     | ——                                   | ——                       | ——                                   | ——                                            | | Carolingios                   |
|                                      | Roberto I (922-923)                  | 30 de junio de 922       | Domingo                              | Notre-Dame de Reims (4.ª)                     | Gauthier, arzobispo de Sens | Robertiano                    |
|                                      | Raúl (923-936)                       | 13 de julio de 923       | Domingo                              | Saint-Médard in Soissons                      | Gauthier, arzobispo de Sens | Bosonida                      |
| Emma de Francia                      | 923                                  |                          | Notre-Dame de Reims                  | Seulf, arzobispo de Reims                     | Carolingios |                               |
|                                      | Luis IV (936-954)                    | 19 de junio de 936       | Domingo                              | Notre-Dame de Laon                            | Carolingios | Artold, arzobispo de Reims    |
| Gerberga de Sajonia                  | ——                                   | ——                       | ——                                   | ——                                            | Carolingios |                               |
|                                      | Lotario (954-986)                    | 12 de noviembre de 954   | Domingo                              | Saint-Remi de Reims                           | Carolingios | Artold, arzobispo de Reims    |
| Emma de Italia                       | ——                                   | ——                       | ——                                   | ——                                            | Carolingios |                               |
|                                      | Luis V (979-987)                     | 8 de junio de 979        | Domingo                              | Saint-Corneille de Compiègne                  | Carolingios | Adalberón, arzobispo de Reims |
| Adelaida de Anjou                    | ——                                   | ——                       | ——                                   | ——                                            | Carolingios |                               |
|                                      | Hugo Capeto (987-996)                | 3 de julio de 987        | Domingo                              | Notre-Dame de Noyon                           | Adalberón, arzobispo de Reims | Capetos directos              |
| Adelaida de Aquitania                | ——                                   | ——                       | ——                                   | ——                                            | | Capetos directos              |
|                                      | Roberto II el Piadoso (987-1031)     | 25 de diciembre de 987   | Domingo                              | Sainte-Croix de Orleans                       | Adalberón, arzobispo de Reims | Capetos directos              |
| Berta de Borgoña                     | ——                                   | ——                       | ——                                   | ——                                            | | Capetos directos              |
| Constanza de Provenza                | ——                                   | ——                       | ——                                   | ——                                            | | Capetos directos              |
|                                      | Hugo II (1017-1025)                  | 9 de junio de 1017       | Domingo                              | Saint-Corneille de Compiègne                  | Arnulf, arzobispo de Reims Mort en 1025, ce fils de Robert II n'a pas régné.                                                                 | Capetos directos              |
|                                      | Enrique I (1027-1060)                | 14 de mayo de 1027       | Domingo                              | Notre-Dame de Reims (6.ª)                     | Ebles de Roucy, arzobispo de Reims | Capetos directos              |
| Matilde de Frisia                    | ——                                   | ——                       | ——                                   | ——                                            | | Capetos directos              |
| Ana de Kiev                          | 19 de mayo de 1051                   |                          | Notre-Dame de Reims                  | Gui de Châtillon, arzobispo de Reims          | | Capetos directos              |
|                                      | Felipe I (1059-1108)                 | 23 de mayo de 1059       | Domingo                              | Notre-Dame de Reims (7.ª)                     | Gervais de Bellême, arzobispo de Reims Una segunda consagración en Notre-Dame de Laon en 1071                                                | Capetos directos              |
| Berta de Holanda                     | ——                                   | ——                       | ——                                   | ——                                            | | Capetos directos              |
| Bertrada de Montfort                 | ——                                   | ——                       | ——                                   | ——                                            | | Capetos directos              |
|                                      | Luis VI (1108-1137)                  | 3 de agosto de 1108      | Lunes                                | Sainte-Croix de Orleans                       | Daimert, arzobispo de Sens | Capetos directos              |
| Adela de Saboya                      | 1115                                 |                          | Notre-Dame de Paris                  | Daimert, arzobispo de Sens                    | | Capetos directos              |
|                                      | Felipe (1129-1131)                   | 14 de abril de 1129      | Domingo                              | Notre-Dame de Reims (8.ª)                     | Raymond de Martigné, arzobispo de Reims Muerte accidentalmente en 1131 a causa de una caída de caballo, este hijo de Luis VI no reinó nunca. | Capetos directos              |
|                                      | Luis VII el Joven (1131-1180)        | 25 de octubre de 1131    | Domingo                              | Notre-Dame de Reims (9.ª)                     | Papst Innozenz II. du vivant de son père, par le pape Innocent II. Segunda consagración el martes 25 de diciembre de 1137 en Bourges.        | Capetos directos              |
| Leonor de Aquitania                  | 25 de diciembre de 1137              |                          | Saint-Étienne de Bourges             |                                               | | Capetos directos              |
| Constanza de Castilla                | 1154                                 |                          | Sainte-Croix de Orleans              | Manassès de Garlande, arzobispo de Orleans    | | Capetos directos              |
| Adela de Champaña                    | 13 de noviembre de 1160              |                          | Notre-Dame de Paris                  | Hugues de Toucy, arzobispo de Sens            | | Capetos directos              |
|                                      | Felipe II Augusto (1179-1223)        | 1 de noviembre de 1179   |                                      | Notre-Dame de Reims (10.ª)                    | Guillaume de Blois, arzobispo de Reims | Capetos directos              |
| Isabel de Henao                      | 29 de mayo de 1180                   |                          | Saint-Denis                          | Guy de Noyers, arzobispo de Sens              | | Capetos directos              |
| Ingeborg de Dinamarca                | 15 de agosto de 1193                 |                          | Notre-Dame de Amiens                 |                                               | | Capetos directos              |
| Inés de Merania                      | ——                                   | ——                       | ——                                   | ——                                            | | Capetos directos              |
|                                      | Luis VIII el León (1223-1226)        | 6 de agosto de 1223      | Domingo                              | Notre-Dame de Reims (11.ª)                    | Guillaume de Joinville, arzobispo de Reims                                                                                                   | Capetos directos              |
| Blanca de Castilla                   | Conjunta                             | Conjunta                 | Conjunta                             | Conjunta                                      | | Capetos directos              |
|                                      | Luis IX : Saint Luis (1226-1270)     | 29 de noviembre de 1226  | Domingo                              | Notre-Dame de Reims (12.ª)                    | Jacques de Bazoches, obispo de Soissons | Capetos directos              |
| Margarita de Provenza                | 28 de mayo de 1234                   |                          | Saint-Étienne de Sens                |                                               | | Capetos directos              |
|                                      | Felipe III el Atrevido (1270-1285)   | 15 de agosto de 1271     | Sábado                               | Notre-Dame de Reims (13.ª)                    | Milon de Bazoches, obispo de Soissons | Capetos directos              |
| Isabel de Aragón                     | ——                                   | ——                       | ——                                   | ——                                            | | Capetos directos              |
| María de Brabante                    | 24 de junio de 1275                  |                          | Sainte-Chapelle de París             | Pierre Barbet, arzobispo de Reims             | | Capetos directos              |
|                                      | Felipe IV le Bel (1285-1314)         | 6 de enero de 1286       | Domingo                              | Notre-Dame de Reims (14.ª)                    | Pierre Barbet, arzobispo de Reims | Capetos directos              |
| Juana de Navarra                     | Conjunta                             | Conjunta                 | Conjunta                             | Conjunta                                      | | Capetos directos              |
|                                      | Luis X el Obstinado (1314-1316)      | 24 de agosto de 1315     | Domingo                              | Notre-Dame de Reims (15.ª)                    | Robert de Courtenay, arzobispo de Reims | Capetos directos              |
| Margarita de Borgoña                 | ——                                   | ——                       | ——                                   | ——                                            | | Capetos directos              |
| Clemencia de Hungria                 | 3 de agosto de 1315                  |                          | Notre-Dame de Reims                  | Robert de Courtenay, arzobispo de Reims       | | Capetos directos              |
|                                      | Felipe V el Largo (1316-1322)        | 9 de enero de 1317       | Domingo                              | Notre-Dame de Reims (16.ª)                    | Robert de Courtenay, arzobispo de Reims | Capetos directos              |
| Juana II de Borgoña                  | Conjunta                             | Conjunta                 | Conjunta                             | Conjunta                                      | | Capetos directos              |
|                                      | Carlos IV le Bel (1322-1328)         | 21 de febrero de 1322    | Domingo                              | Notre-Dame de Reims (17.ª)                    | Robert de Courtenay, arzobispo de Reims | Capetos directos              |
| Blanca de Borgoña                    | ——                                   | ——                       | ——                                   | ——                                            | | Capetos directos              |
| Maria de Luxemburgo                  | 15 de mayo de 1323                   |                          | Sainte-Chapelle de París             |                                               | | Capetos directos              |
| Juana de Evreux                      | 11 de mayo de 1326                   |                          | Sainte-Chapelle de París             |                                               | | Capetos directos              |
|                                      | Felipe VI de Valois (1328-1350)      | 29 de mayo de 1328       | Domingo                              | Notre-Dame de Reims (18.ª)                    | Guillaume de Trie, arzobispo de Reims | Valois                        |
| Juana de Borgoña                     | Conjunta                             | Conjunta                 | Conjunta                             | Conjunta                                      | | Valois                        |
| Blanca de Navarra                    | ——                                   | ——                       | ——                                   | ——                                            | | Valois                        |
|                                      | Juan II le Bon (1350-1364)           | 26 de septiembre de 1350 | Domingo                              | Notre-Dame de Reims (19.ª)                    | Jean de Vienne, arzobispo de Reims | Valois                        |
| Juana I de Auvernia                  | Conjunta                             | Conjunta                 | Conjunta                             | Conjunta                                      | | Valois                        |
|                                      | Carlos V el Sabio (1364-1380)        | 19 de mayo de 1364       | Domingo                              | Notre-Dame de Reims (20.ª)                    | Jean de Craon, arzobispo de Reims | Valois                        |
| Juana de Borbón                      | Conjunta                             | Conjunta                 | Conjunta                             | Conjunta                                      | | Valois                        |
|                                      | Carlos VI (1380-1422)                | 4 de noviembre de 1380   | Domingo                              | Notre-Dame de Reims (21.ª)                    | Richard Picque, arzobispo de Reims | Valois                        |
| Isabel de Baviera-Ingolstadt         | 23 de agosto de 1389                 |                          | Sainte-Chapelle de París             |                                               | | Valois                        |
|                                      | Carlos VII (1422-1461)               | 17 de julio de 1429      | Domingo                              | Notre-Dame de Reims (22.ª)                    | Renaud de Chartres, arzobispo de Reims | Valois                        |
| María de Anjou                       | ——                                   | ——                       | ——                                   | ——                                            | | Valois                        |
|                                      | Enrique VI de Inglaterra (1431-1436) | 16 de diciembre de 1431  | Domingo                              | Notre-Dame de Paris                           | Cardenal Henry Beaufort Fue consagradado como rey de Francia                                                                                 | Valois                        |
|                                      | Luis XI (1461-1483)                  | 15 de agosto de 1461     | Sábado                               | Notre-Dame de Reims (23.ª)                    | Jean Juvénal des Ursins, arzobispo de Reims                                                                                                  | Valois                        |
| Carlota de Savoya                    | ——                                   | ——                       | ——                                   | ——                                            | | Valois                        |
|                                      | Carlos VIII (1483-1498)              | 30 de mayo de 1484       | Jueves                               | Notre-Dame de Reims (24.ª)                    | Pierre de Montfort-Laval, arzobispo de Reims                                                                                                 | Valois                        |
| Ana de Bretaña                       | 8 de febrero de 1492                 |                          | Saint-Denis                          | André d'Espinay, arzobispo de Burdeos         | | Valois                        |
|                                      | Luis XII (1498-1515)                 | 27 de mayo de 1498       | Domingo                              | Notre-Dame de Reims (25.ª)                    | Guillaume Briçonnet, arzobispo de Reims | Valois                        |
| Juana de Valois                      | ——                                   | ——                       | ——                                   | ——                                            | | Valois                        |
| Ana de Bretaña                       | 18 de noviembre de 1504              |                          | Saint-Denis                          | Georges d’Amboise, arzobispo de Ruan          | | Valois                        |
| Maria Tudor                          | 5 de noviembre de 1514               |                          | Saint-Denis                          | Guillaume Briçonnet, arzobispo de Reims       | | Valois                        |
|                                      | Francisco I (1515-1547)              | 25 de enero de 1515      | Jueves                               | Notre-Dame de Reims (26.ª)                    | Robert de Lenoncort, arzobispo de Reims | Valois                        |
| Claudia de Valois                    | 10 de mayo de 1517                   |                          | Saint-Denis                          |                                               | | Valois                        |
| Leonor de Austria                    | 5 de marzo de 1531                   |                          | Saint-Denis                          |                                               | | Valois                        |
|                                      | Enrique II (1547-1559)               | 26 de julio de 1547      | Martes                               | Notre-Dame de Reims (27.ª)                    | Charles de Lorraine-Guise, arzobispo de Reims                                                                                                | Valois                        |
| Catalina de Médici                   | 10 de junio de 1549                  |                          | Saint-Denis                          |                                               | | Valois                        |
|                                      | Francisco II (1559-1560)             | 21 de septiembre de 1559 | Lunes                                | Notre-Dame de Reims (28.ª)                    | Charles de Lorraine-Guise, arzobispo de Reims                                                                                                | Valois                        |
| María I de Escocia                   | ——                                   | ——                       | ——                                   | ——                                            | | Valois                        |
|                                      | Carlos IX (1560-1574)                | 15 de mayo de 1561       | Jueves                               | Notre-Dame de Reims (29.ª)                    | Charles de Lorraine-Guise, arzobispo de Reims                                                                                                | Valois                        |
| Isabel de Austria                    | 25 de marzo de 1571                  |                          | Saint-Denis                          | Charles de Lorraine-Guise, arzobispo de Reims | | Valois                        |
|                                      | Enrique III (1574-1589)              | 13 de febrero de 1575    | Domingo                              | Notre-Dame de Reims (30.ª)                    | Louis de Lorraine-Guise, arzobispo de Metz                                                                                                   | Valois                        |
| Isabel de Austria (reina de Francia) | ——                                   | ——                       | ——                                   | ——                                            | | Valois                        |
|                                      | Enrique IV (1589-1610)               | 27 de febrero de 1594    | Domingo                              | Notre-Dame de Chartres                        | Nicolas de Thou, obispo de Chartres | Borbones                      |
| Margarita de Valois                  | ——                                   | ——                       | ——                                   | ——                                            | | Borbones                      |
| María de Médici                      | 13 de mayo de 1610                   |                          | Saint-Denis                          |                                               | | Borbones                      |
|                                      | Luis XIII (1610-1643)                | 17 de octubre de 1610    | Domingo                              | Notre-Dame de Reims (31.ª)                    | François de Joyeuse, arzobispo de Ruan | Borbones                      |
| Ana de Austria                       | ——                                   | ——                       | ——                                   | ——                                            | | Borbones                      |
|                                      | Luis XIV (1643-1715)                 | 7 de junio de 1654       | Domingo                              | Notre-Dame de Reims (32.ª)                    | Simon Legras, obispo de Soissons | Borbones                      |
| María Teresa de España               | ——                                   | ——                       | ——                                   | ——                                            | | Borbones                      |
|                                      | Luis XV (1715-1774)                  | 25 de octubre de 1722    | Domingo                              | Notre-Dame de Reims (33.ª)                    | Armand Jules de Rohan-Gémené, arzobispo de Reims                                                                                             | Borbones                      |
| Maria Leszczyńska                    | ——                                   | ——                       | ——                                   | ——                                            | | Borbones                      |
|                                      | Luis XVI (1774-1792)                 | 11 de junio de 1775      | Domingo                              | Notre-Dame de Reims (34.ª)                    | Charles-Antoine de la Roche-Aymon, arzobispo de Reims                                                                                        | Borbones                      |
| María Antonieta de Austria           | ——                                   | ——                       | ——                                   | ——                                            | | Borbones                      |
|                                      | Napoleon Bonaparte (1804-1814)       | 2 de diciembre de 1804   |                                      | Notre-Dame de Paris                           | Autocoronación | Primer Imperio                |
| Josefina de Beauharnais              | Conjunta                             | Conjunta                 | Conjunta                             | Emperador Napoleon I.                         | | Primer Imperio                |
| María Luisa de Austria               | ——                                   | ——                       | ——                                   | ——                                            | | Primer Imperio                |
|                                      | Carlos X                             | 29 de mayo de 1825       | Domingo                              | Notre-Dame de Reims (35.ª)                    | Jean Baptiste de Latil, arzobispo de Reims                                                                                                   | Restauración                  |

1. ↑  En marzo de 888, Guido de Spoleto fue elegido y coronado rey de los francos occidentales por los principales grandes borgoñones como oponente del rey Odón . Después de que su inferioridad con respecto a Odón se hizo evidente rápidamente, Guido se retiró a Italia en el mismo año y renunció al reino de los francos occidentales. [4]
2. ↑  La única coronación al sur del Loira tuvo lugar en Bourges, con motivo de la coronación de Leonor de Aquitania con su marido el rey Luis VII en 1137.
3. ↑  La reina Ingeborg de Dinamarca fue expulsada por su esposo, el reyFelipe II Augusto, el día de su consagración, solo un día después de casarse con él.
4. ↑  Rey Enrique VI de Inglaterra fue coronado (anti)rey de Francia en París en 1431 durante la Guerra de los Cien Años. Solo los señores ingleses estuvieron presentes en la ceremonia, y el joven rey recibió la corona de manos de su tío. La nobleza francesa se mantuvo alejada y en su lugar reconoció a Carlos VII , que ya había sido coronado en Reims en 1429.
5. ↑  La coronación del primer borbón, Enrique IV fue una excepción, ya que según la tradición ya establecida no tuvo lugar en Reims, sino en Chartres. Durante la guerra religiosa que todavía estaba teniendo lugar, la Liga Católica le negó la entrada a Reims. Tampoco se podía utilizar el aceite de la unción de Clodoveo, por lo que se recurrío al de San Martín de Tours, que se conservaba en la abadía de Marmoutier.
6. ↑  María de Médici fue la última reina francesa en ser coronada en 1610